# Teotihuacan
Teotihuacan (en nàhuatl: Teōtihuācan, ‘lloc on els homes es converteixen en déus’ o ‘ciutat dels déus’),o també Teo uacan (en nàhuatl: ‘Ciutat del sol’) és el nom que es dona a la que va ser una de les majors ciutats prehispàniques de Mesoamèrica.
El topònim es d'origen nàhuatl i va ser emprat pels mexiques per identificar aquesta ciutat construïda per una civilització anterior a ells i que ja era en ruïnes quan els mexiques la van veure per primera vegada. Les restes de la ciutat són al nord-est de la vall de Mèxic, als municipis de Teotihuacan i Sant Martín de las Pirámides (a l'Estat de Mèxic), aproximadament a 78 quilòmetres del centre de la Ciutat de Mèxic. La zona de monuments arqueològics forma part del Patrimoni de la Humanitat de la UNESCO des del 1987. És el jaciment arqueològic més visitat de Mèxic i el 2017 va rebre 4.185.017 de visitants.
Els orígens de Teotihuacan són encara objecte d'investigació entre els especialistes. Al voltant de l'inici de l'era cristiana, Teotihuacan era un llogaret que cobrava importància com a centre de culte a la conca de l'Anàhuac. Les primeres construccions d'envergadura procedeixen d'aquesta època, com mostren les excavacions a la Piràmide de la Lluna. L'apogeu de la ciutat va tenir lloc durant el Període Clàssic (segles iii-vii). En aquesta etapa, la ciutat va ser un important node comercial i polític que va tenir una superfície de gairebé 21 km², amb una població d'entre 100.000 i 200.000 habitants. La influència de Teotihuacan es va deixar sentir per tot Mesoamèrica, com mostren els descobriments en ciutats com Tikal i Monte Albán, entre d'altres llocs que van tenir una important relació amb els teotihuacans. El declivi de la ciutat va ocórrer durant el segle vii, en un context marcat per inestabilitat política, rebel·lions internes i canvis climatològics que van causar un esfondrament a la zona nord de Mesoamèrica. La major part de la població de la ciutat es va dispersar per diverses localitats de la conca de Mèxic.
No és coneix la identitat ètnica dels primers habitants de Teotihuacan. Entre els candidats hi ha els totonaca, els nahues i els pobles de llengua otomang, particularment els otomís. Les hipòtesis més recents apunten que Teotihuacan va ser una urbs cosmopolita amb la participació de grups de diversos orígens ètnics, com mostren els descobriments al barri zapoteca de la ciutat i la presència d'objectes provinents d'altres regions de Mesoamèrica, sobretot de la regió del Golf i de l'àrea maia.
Teotihuacan ha estat motiu d'interès per a les societats posteriors al declivi de la cultura teotihuacana a Mesoamèrica. Les ruïnes van ser explorades des de l'època prehispànica, entre d'altres, pels tolteques i els mexiques. El descobriment d'objectes teotihuacans en els jaciments arqueològics de Tula i el Temple Major de Mèxic-Tenochtitlan així ho confirma. En la mitologia nahua postclàssica, la ciutat apareix com l'escenari de mites fonamentals com la llegenda dels Sols dels mexiques.

## Toponímia
Teotihuacan és un topònim d'origen nàhuatl que li va ser donat diversos segles després del seu ocàs pels pobles nàhuatls. Els mexiques empraven aquest nom per referir-se a les ruïnes de l'antiga ciutat, la qual feia prop de mil anys que era abandonada quan la van trobar, i d'ells va ser recollit en fonts històriques i en l'ús del castellà durant la època colonial. Les fonts mexiques són l'origen de molts malentesos sobre Teotihuacan, com que ells van conèixer la ciutat quan era abandonada. Per a ells, Teotihuacan era una ciutat d'un passat en què també va destacar Tula, per la qual cosa pensaven que els seus habitants també eren tolteques.
S'han proposat diverses hipòtesis sobre el significat del topònim. Cal recordar que el náhuatl és una llengua aglutinant que permet expressar idees complexes en un sol vocable mitjançant l'addició d'afixos a una arrel. Una de les interpretacions més conegudes és la que tradueix Teotihuacan com lloc on van néixer els déus o equivalentment Lloc on van ser fets els déus. Aquesta interpretació està relacionada amb la Llegenda dels Sols, un conegut mite cosmogònic mesoamericà que situa en aquesta ciutat la creació del Cinquè Sol mitjançant el sacrifici de tots els déus de l'era anterior.
Al Diccionario del náhuatl en el español de México, C. Montemayor diu que prové dels vocables téotl (déu), -ti (lligadura eufònica), hua (possessiu), -can (locatiu que indica el lloc on es realitza una acció), de manera que el tradueix com Lloc dels que tenen déus.
Es desconeix el nom que la ciutat va rebre dels seus habitants en l'època del seu apogeu. Alguns textos descoberts a la zona maia solen relacionar el glif Puh (tule) amb personatges de filiació teotihuacana representats en esteles de ciutats maies tan importants com Tikal, Uaxactún i Bonampak. Puh té en els idiomes maies el mateix significat que el mot Tollan (AFI: [toːɬːan]), que designava a la ciutat fabulosa de la mitologia mesoamericana. Tollan era arquetip de la civilització mesoamericana i origen de la legitimitat dels llinatges dominants en nombrosos estats en tota la regió. Els estudiosos de la cultura maia tenen posicions diverses sobre la identitat de Puh, alguns d'ells sostenen que aquest lloc esmentat en diversos textos maies és Teotihuacan. Aquesta hipòtesi podria ser reforçada pel descobriment de diverses representacions del glif Puh en la pintura mural del conjunt residencial de Tepantitla.
Encara que es va identificar originalment a aquesta Tollan llegendària amb Tula, la capital dels tolteques, alguns investigadors han preferit separar el mite de la història, principalment perquè no només aquesta ciutat sinó d'altres de la mateixa rellevància foren anomenades amb el mateix nom a Mesoamèrica. No obstant això, la distinció entre les ciutats històriques i la ciutat mitològica no és aplicada de manera monolítica. Fent una anàlisi de les fonts històriques, les troballes arqueològiques al centre de Mèxic i a l'àrea maia, Enrique Florescano fa una associació del mite amb la ciutat de Teotihuacan, de manera que l'anomena Tollan-Teotihuacan i li atribueix la identitat de la Tula mitològica. Aquesta mateixa postura havia estat sostinguda per Laurette Séjourné al congrés d'arqueòlegs on es va establir que la Tollan mitològica va ser Tollan-Xicocotitlan, i és compartida per Uriarte, i Duverger.
René Millon, un dels més reconeguts especialistes en el tema de Teotihuacan, pensa que efectivament Teotihuacan és la llegendària Tollan, però no accepta que aquest hagi estat el seu nom.
Teotihuacan, a més de designar la ciutat històrica i a el conjunt de monuments arqueològics que estan oberts al públic, també és el nom d'un municipi mexicà, San Juan Teotihuacan, i de la seva capçalera, Teotihuacan de Arista.

## Entorn geogràfic

Mapa de la Vall de Mèxic, amb Teotihuacan al centre.

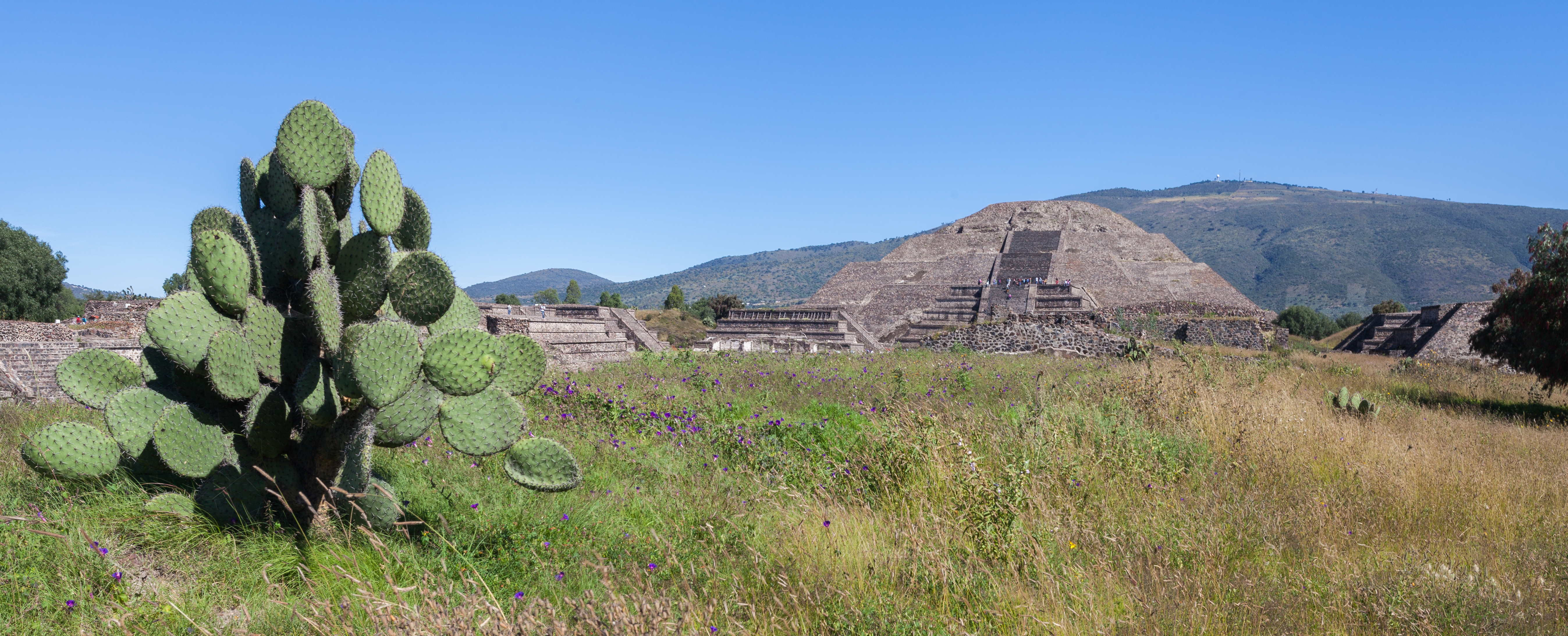
Vista de la vegetació actual a la vall de Teotihuacan, composta por cactàcies, agaves i espècies no natius como el pirul.

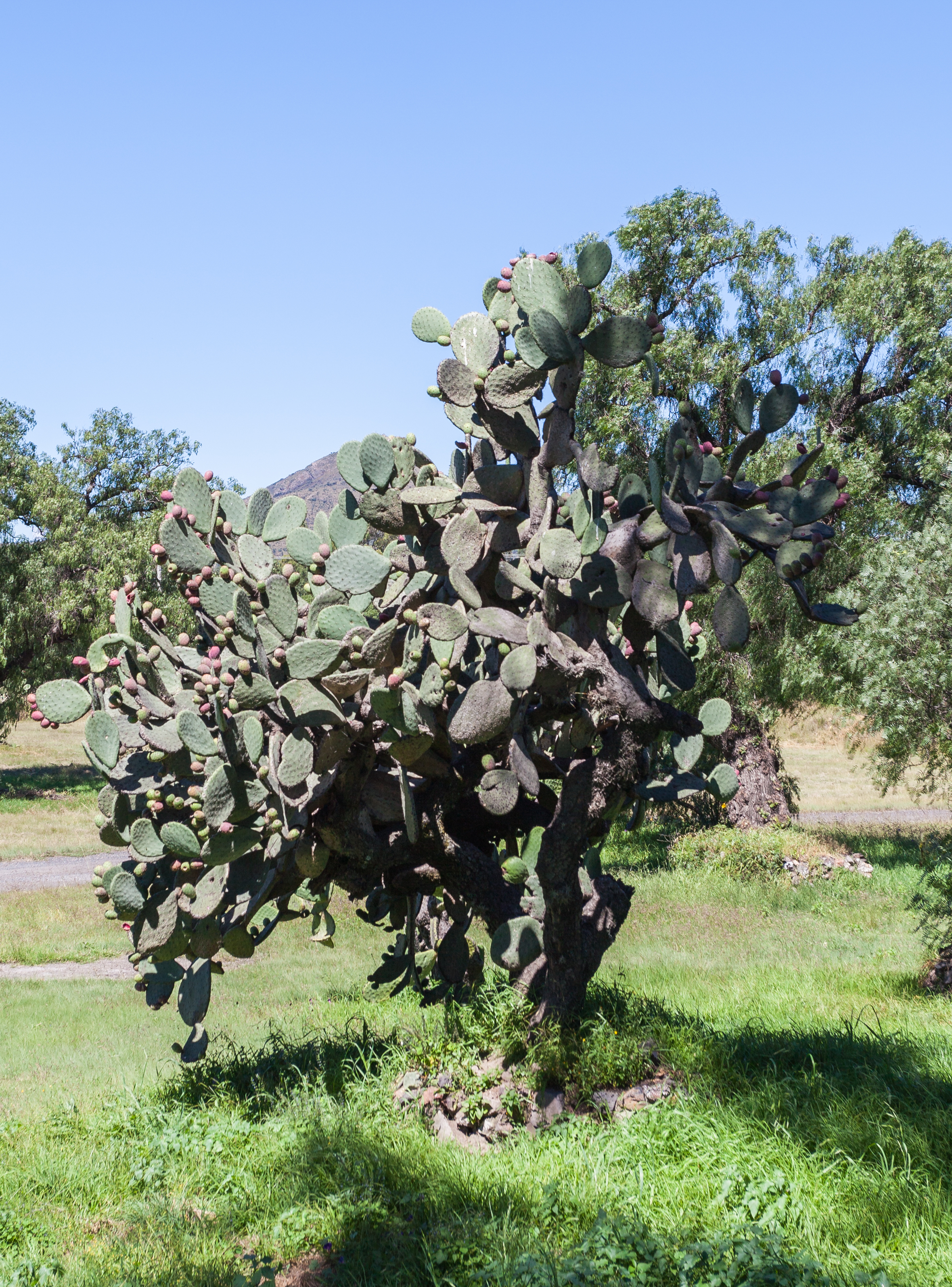
Detall d'una Opuntia que creix a la zona arqueològica de Teotihuacan. Part important de l'economia actual de la regió consisteix en el cultiu d'aquest gènere de plantes per a la comercialització del seu fruit.

Teotihuacan va ser fundada en una ubicació poc habitual si es té en compte el patró habitual d'assentaments de la conca de Mèxic durant el període Preclàssic Mitjà. La majoria dels assentaments més grans de la regió es localitzaven a la riba de sistema lacustre de l'Anàhuac o molt a prop seu. Cuicuilco i Copilco al sud; Ticomán, El Arbolillo, Zacatenco i Tlatilco al nord; i Tlapacoya en l'oest en són exemples. En contrast, Teotihuacan es va aixecar a quinze quilòmetres de la costa del llac de Texcoco, sobre el riu San Juan, a la vall de Teotihuacan. Duverger afirma que la ubicació de Teotihuacan correspon no només a una frontera ecològica, sinó a la frontera entre la civilització agrícola mesoamericana i el món cultural dels pobles aridoamericans nòmades.
La vall de Teotihuacan forma part de la conca de Mèxic. Es troba al nord-est d'aquesta gran conca lacustre de més de 14.000 km² de superfície, dins dels límits que actualment corresponen a l'estat de Mèxic. Te una altitud dels 2.240 msnm als 3.200, al cim de el cerro Gordo. La zona de monuments arqueològics és a 2.300 msnm. La vall està limitada a nord pels cerros Grodo, Malinalco i Colorado; a sud per la serra de Patlachique, amb elevacions superiors a 2.600 msnm; i cap a l'oest acaba al voltant d'Otumba i els turons limítrofs. A sud-oest de la vall hi ha el turó Chiconautla, prop de l'antiga desembocadura del riu San Juan. El cerro Tonala, a ponent, marca la separació entre la vall de Teotihuacan i la plana al·luvial on es troben Tecámac i Zumpango.
El drenatge principal de la vall es realitza cap a la conca del llac de Texcoco a través dels rius San Juan, San Lorenzo i Huixulco. Aquests rius són estacionals, creixen en època de precipitacions i durant la resta de l'any els seus corrents desapareixen de la superfície per emergir a la següent estació plujosa. Els rius de la vall de Teotihuacan desembocaven en l'època prehispánica prop de Cuanalán. La dessecació dels llacs de l'Anàhuac, procés iniciat al segle xvii i que continuà fins al segle xxi, el San Juan ha estat canalitzat cap al desguàs general de la vall de Mèxic.
Els sòls de la vall de Teotihuacan pertanyen principalment a quatre tipus. El 40% de la superfície és de tipus phaeozem, el 16% de tipus vertisol, el 13,5% de tipus cambisòl i el 13% de tipus leptosòl. S'han realitzat investigacions amb el propòsit d'observar quin ha estat l'impacte de l'activitat humana sobre els sòls de Teotihuacan. Rivera Uria et al. adverteixen que en alguns llocs com el cerro San Lucas la composició de la superfície ha canviat dramàticament. En aquest cas van trobar que abans de l'establiment de les primeres comunitats del Preclàssic el sòl predominant era el luvisol, el qual actualment ha desaparegut. Altres seccions de la vall van ser afectades amb propòsits constructius. El gran volum de materials emprats per al farciment de la piràmide de la Lluna procedeix de la superfície de zones properes a l'edifici i supera els dos milions de m³.
La vegetació de la vall de Teotihuacan ha canviat poc respecte a l'època prehispànica, encara que és evident que el paisatge actual és resultat d'una combinació de factors naturals i antropogènics. La principal diferència consistiria en l'extensió dels ecosistemes vegetals i en la desaparició de les espècies del gènere Pinus. En l'actualitat la regió presenta sis tipus principals de vegetació. Compta amb petits reductes d'alzinars, situats al Cerro Gros; aquest tipus de vegetació probablement va cobrir les zones que actualment són ocupades per matolls de Quercus microphyla, que constitueixen un segon tipus de vegetació. El matollar de xeròfits és el tipus de vegetació més representatiu en l'actualitat, i comprèn espècies com l'Opuntia streptacantha, el Zaluzania augusta i la Mimosa biuncifera. A aquests tipus de vegetació se sumen les prades, la vegetació hidròfila estacional, associada amb la temporada de pluja.
Les condicions de la vall van afavorir la concentració demogràfica per ser benèfiques per a l'estil de vida mesoamericà basat en l'agricultura. Els patrons d'assentament indiquen que durant el Preclásico (c. 2500 a. C.-200 d. C.) els primers llogarets es van establir als vessants dels turons que comptaven amb terres al·luvials propis per al cultiu, però a partir del període Clàssic (c. 200-700 d. C.) hi va haver un gran augment de la població al fons de la vall. Amb tot, per estar localitzat a la zona de transició entre l'ambient lacustre de l'Anàhuac i el més sec de les valls de Tulancingo i Mezquital, estava exposat a algunes fluctuacions climatològiques. la il·luviació de l'argila trobada cerro San Lucas dona compte d'una disminució de la humitat ambiental que coincideix amb l'augment de la població, encara que l'apogeu de Teotihuacan sembla estar relacionat amb un ambient relativament més humit i temperat que l'actual.

## Història
L'època de major apogeu de Teotihuacan correspon amb el període Clàssic Primerenc de Mesoamèrica (ss. II / III-VI). No obstant això, els inicis de la ciutat han de col·locar-se en el primer mil·lenni abans de la nostra era. Localitzada estratègicament a nord-est de la vall de Mèxic, prop de la riba nord del llac de Texcoco, Teotihuacan es va convertir en la principal competència de Cuicuilco durant el Preclàssic Tardà. L'erupció del Xitle, al sud de la vall, va accelerar la caiguda de Cuicuilco i va afavorir la concentració de la població i el poder polític i econòmic a Teotihuacan.
Per motius que encara no han estat de el tot dilucidats, Teotihuacan es va esfondrar cap a mitjan segle VIII, donant lloc al Període Epiclàssic mesoamericà. Els vestigis de la ciutat van donar origen a nombroses explicacions sobre la seva presència entre els pobles nahues del Postclàssic, i aquestes explicacions són conegudes per la tasca de recopilatòria que van fer els missioners d'Índies, i en concret Bernardino de Sahagún.

### Cronologia
Per abordar la llarga i complexa història de Teotihuacan s'han proposat diverses cronologies basades en les restes ceràmiques trobades en les excavacions. Cadascuna de les fases està relacionada amb canvis tècnics o estilístics observats en la terrisseria. Aquest procediment ha ajudat a simplificar la tasca de datació de les restes arqueològiques, ja que la ceràmica és un material molt abundant que resisteix bé el pas el temps i és present en molts contexts arqueològics. Amb tot, el procediment no deixa de presentar inconvenients. Un d'ells consisteix en la definició precisa de les característiques i la datació de cada fase ceràmica.
Nombrosos investigadors van estudiar Teotihuacan, i van elaborar diverses cronologies per a la ciutat. En l'actualitat sembla haver-hi consens al voltant de la cronologia proposada per René Millon i el seu equip de col·laboradors. Malgrat aquesta acceptació generalitzada, hi ha alguns treballs que posen de manifest que aquesta cronologia ha de ser ajustada. Per exemple, George Cowgill i Evelyn Rattray han proposat que la decadència de Teotihuacan va ocórrer entre cinquanta i cent anys abans de la data suggerida per Millon. Des d'aquest punt de vista, la dimensió temporal d'algunes fases ceràmiques en la cronologia teotihuacana podria reduir-se.

Diagrama comparatiu d'algunes cronologies propostes per a la història de Teotihuacan.

### La vall de Mèxic en el període clàssic prehispànic
La història de Teotihuacan es pot entendre com a part d'un llarg procés de civilització que va començar amb l'arribada dels éssers humans a l'Anàhuac o vall de Mèxic. Això va poder ocórrer aproximadament fa 20 mil anys, època en què han estat datats els descobriments a Tequixquiac, i més tardanament a Tocuila i Tlapacoya. En aquest últim jaciment s'han trobat dos cranis humans estretament relacionats amb restes d'animals i eines lítiques.
La domesticació d'espècies vegetals va permetre als habitants de la regió superar l'extinció de la fauna que era una de les principals bases de la seva alimentació, cosa que va passar cap al setè mil·lenni abans de l'era cristiana. L'agricultura va afavorir el procés de sedentarització a la zona. A la riba oriental del llac de Chalco es va establir un assentament a Zohapilco, la primera fase abasta del 5.500 a.C. al 3.500 a.C. En aquesta època els pobladors de Zohapilco posseïen instruments de conreu, estris per processar els grans i armes per poder caçar; i des del 2.000 a.C. van començar a produir ceràmica.
L'agricultura es va convertir gradualment a la base de l'economia dels pobles de la vall de Mèxic. En la mesura que això va ser passant es van establir al voltant dels llacs de l'Anàhuac nombrosos llogarets. La complexitat social d'aquestes societats era variable, però en les majors d'elles s'observa una accentuada diferenciació social. Durant el Preclàssic Mitjà (1.200-400 a.C.) van aconseguir el seu apogeu algunes d'aquests llogarets, com Tlatilco, Copilco i Cuicuilco. Els assentaments corresponents a aquesta època van combinar l'agricultura amb l'explotació dels recursos de l'entorn lacustre, i mostren una barreja d'influències culturals d'inspiració olmeca i de les cultures d'Occident.
Cuicuilco va esdevenir el principal centre polític, cultural i econòmic a la vall de Mèxic cap a l'any 600 a.C. En la seva època d'apogeu va poder tenir al voltant de 22 mil habitants, encara que alguns càlculs proposen una població de 40 mil persones. En aquest indret es va erigir una de les primeres piràmides de Mesoamèrica i es va desenvolupar el culte al déu del fo, potser per la proximitat i activitat volcànica del Xitle. Aquest volcà va fer erupció cap a l'any 100 a.C., sepultant de lava Copilco i una part de Cuicuilco. Hi ha certa controvèrsia sobre la sort de la població d'aquest indret. La població de Cuicuilco va participar en la fundació de Teotihuacan, però sembla que les migracions des de la ciutat van començar abans de l'erupció del Xitle. És plausible que durant alguns anys Cuicuilco fos contemporània i rival de la naixent Teotihuacan, però finalment va declinar i va desaparèixer en un escenari incert i en una data imprecisa entre l'any 200 a.C. i el 200 d.C.

### Primers assentaments a la regió de Teotihuacan (abans del 300 a. C.)

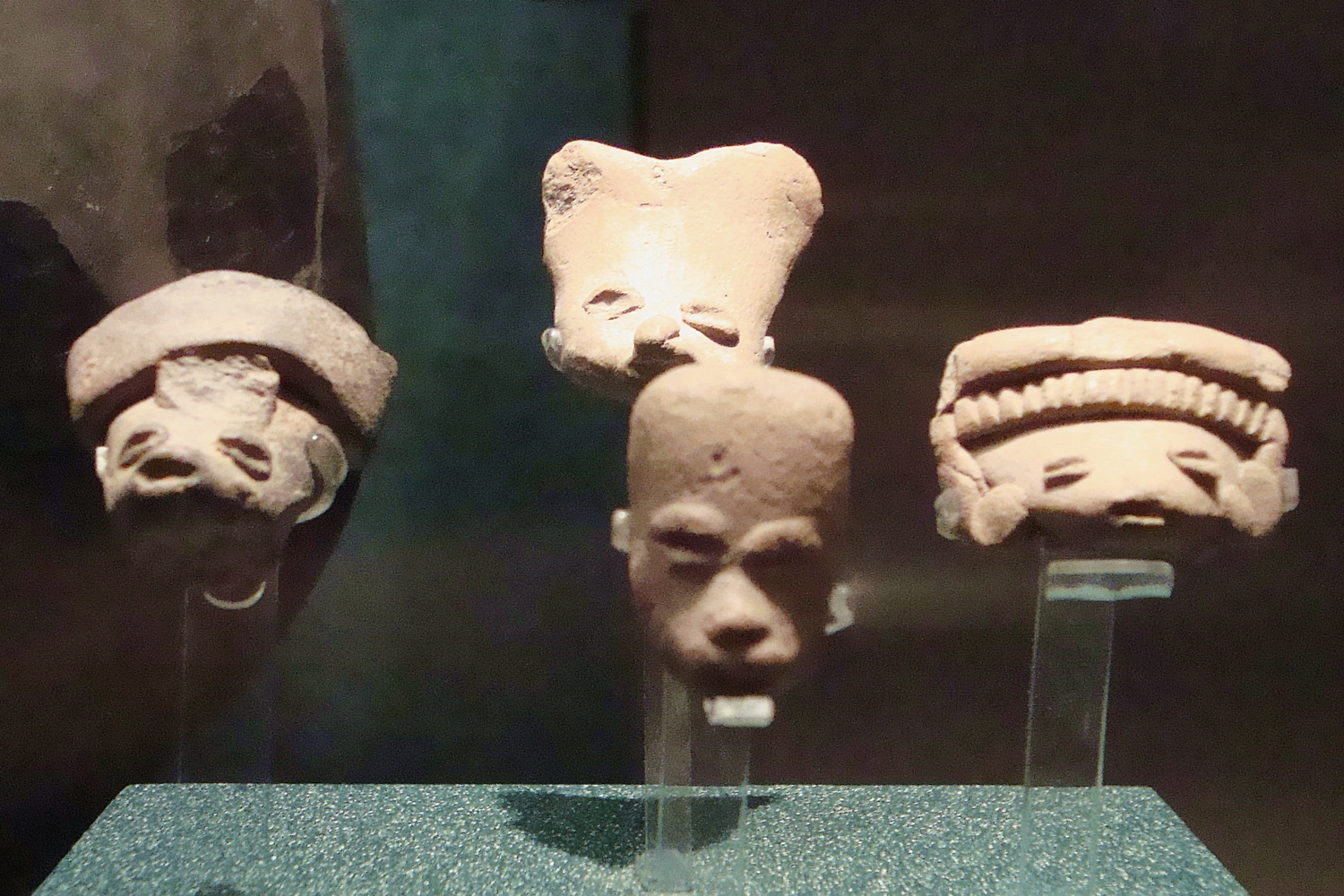
Figuretes d'argila corresponents a les primeres fases arqueològiques de Teotihuacan.

Hi ha poca informació sobre el procés que va portar a la fundació de Teotihuacan. A partir del període preclàssic mitjà es va desenvolupar a la vall de Teotihuacan un petit grup de llogarets dedicades a l'agricultura. Aquestes llogarets eren contemporanis a Terremote Tlaltenco, Tlatilco i Cuicuilco i el seu desenvolupament correspon a les fases Cuanalán i Tezoyuca (c. 500-100 a.C.). Durant la fase Cuanalán s'estableixen els primers llogarets a la vall de Teotihuacan que van aprofitar les condicions de l'entorn per a la pràctica de l'agricultura. Els llogarets se situen en els voltants dels rius i fonts, així com al nord de la vall. En aquesta època s'estableix l'assentament més antic a la serra de Patlachique. S'ha proposat com a hipòtesi que els habitants d'aquests assentaments podrien ser otomís o popoloques, però no hi ha evidència contundent en aquest sentit. Durant la fase Tezoyuca hi ha un patró de cinc assentaments que probablement tenien funcions defensives. Els jaciments corresponents a aquesta època presenten influència de la cultura de Chupícuaro, que es desenvolupava en El Bajío per aquelles dates.
Al voltant de l'any 100 a.C. es van començar a desenvolupar dos assentaments dins del que posteriorment seria la metròpoli teotihuacana. Un d'ells correspon a l'àrea cerimonial de Teotihuacan, sobre la calçada dels Morts. Es calcula que per aquell temps a la regió hi vivien unes cinc mil persones, cosa que posa en relleu un repunt demogràfic notable per a la següent fase de Teotihuacan.
L'augment de la població a la vall de Teotihuacan està relacionat amb l'abandonament progressiu de Cuicuilco, però hi ha evidència que altres poblacions de la conca de l'Anàhuac van ser absorbides pel creixement de Teotihuacan. L'emplaçament de la ciutat revela que els fundadors van buscar una posició estratègica que afavorís l'agricultura i assegurés el proveïment de la ciutat. Les zones amb fonts a la serra de Patlachique i el cerro Gordo mostren una major concentració demogràfica que a la vall, ja que tenen condicions propícies per a una agricultura d'alt rendiment. Podria ser que d'alguna manera l'elit de la regió hagués motivat als habitants a concentrar-se en la regió de Teotihuacan.
El procés urbà que va portar a la fundació de Teotihuacan va rebre l'aportació cultural dels cuicuilques, posseïdors d'una organització social complexa i centralitzada que va enfortir a l'estructura de Teotihuacan. La ubicació de la ciutat li va permetre l'explotació de recursos estratègics a Mesoamèrica, com ara els jaciments d'obsidiana a Otumba i la serra de les Navajas, els productes del llac de Texcoco, l'aigua de les deus de Patlachique i el control de les rutes comercials entre l'Anàhuac i la costa del golf de Mèxic. Tots aquests factors constitueixen part de l'escenari que va portar a la culminació del projecte urbà de Teotihuacan i la consolidació de l'Estat teotihuacà com un dels més poderosos de la història prehispànica de Mesoamèrica.
Durant la fase Patlachique es consolida el nucli urbà de Teotihuacan. Es calcula que en aquesta fase la conca de Mèxic va poder haver arribat als 100.000 habitants, dels quals aproximadament 25 mil vivien a Teotihuacan. Una part d'aquest creixement se sol explicar com a resultat de el declivi de Cuicuilco. Aquesta població, situada a la plana al·luvial del llac de Xochimilco, va tenir en Teotihuacan al seu rival pel control polític de la conca. Teotihuacan va adquirir un major protagonisme a la conca de Mèxic, atraient una part important de l'augment poblacional. La fi de Cuicuilco es relaciona amb la erupció de el volcà Xitle, que va cobrir de lava al sud de la vall de Mèxic, incloent a l'antiga ciutat. No obstant això, és molt probable que Cuicuilco hagués iniciat el declivi abans d'aquest succés.

### Inicis de la ciutat

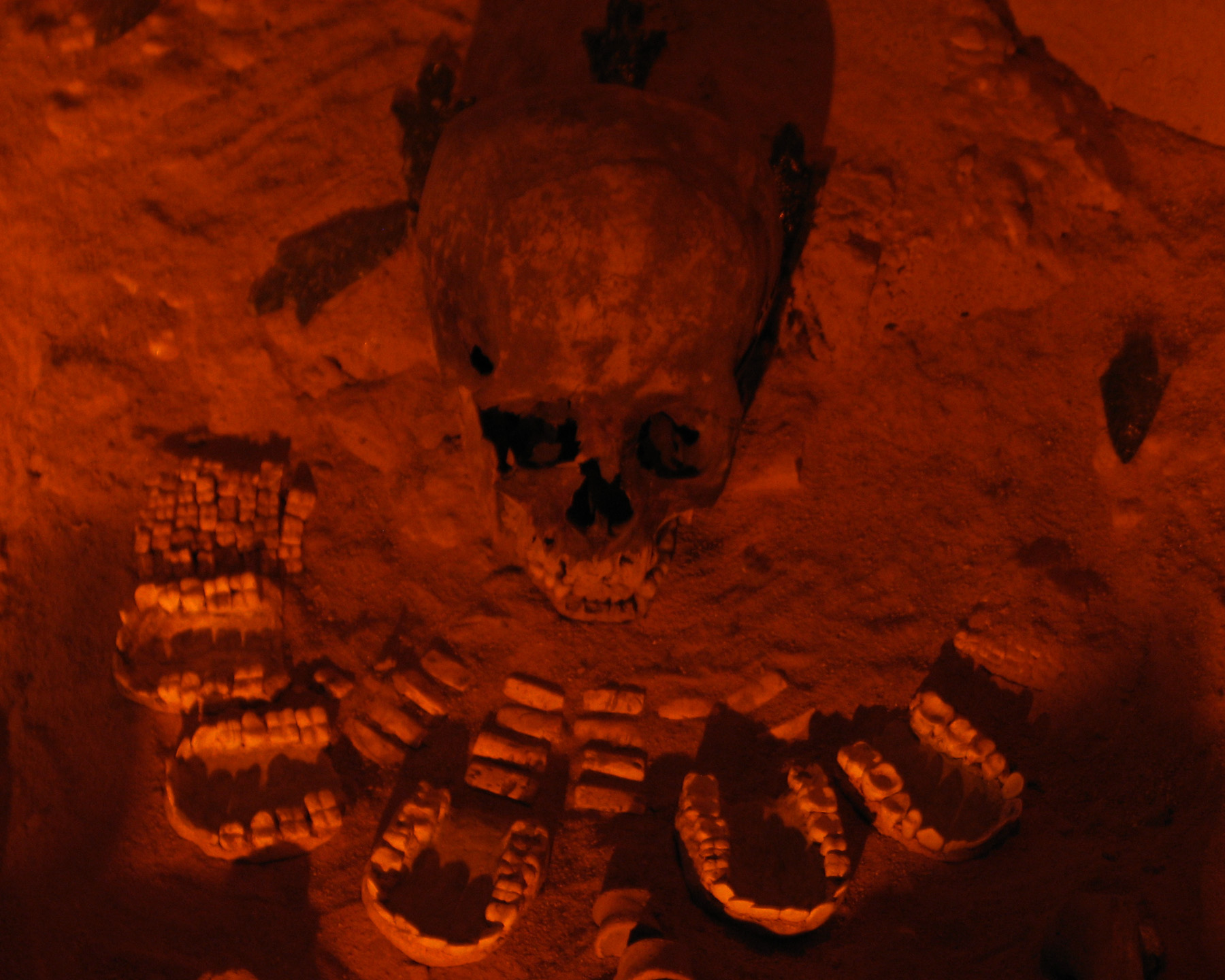
Detall d'un enterrament col·lectiu de sacrificats com a part dels ritus de consagració de la piràmide de la Serp Emplomada (fase Miccaotli, c. 200 d. C.). En aquest cas tots els cossos sepultats tenien les mans lligades darrere l'esquena. El collaret està fet de peces que simulen mandíbules humanes, però altres cossos enterrats portaven collarets de mandíbules autèntiques.

Entre l'any 100 a.C. i el principi de la nostra era Teotihuacan va començar a concentrar un important nombre d'habitants provinents de tota la vall de l'Anàhuac. Aal creixement de Teotihuacan van contribuir-hi els emigrats de Cuicuilco, que havien iniciat un èxode que va acabar per despoblar aquella ciutat. La fase Tzacualli de Teotihuacan (1-150 d.C.) és aquella en la qual s'estableixen les bases de la planificació urbanística de la ciutat i es defineixen diversos trets característics de la cultura teotihuacana. La construcció dels edificis de la ciutat es realitzen al voltant de dos eixos. L'eix nord-sud està constituït per la calçada dels Morts, que en la fase Tzacualli ja es troba ben definida. La calçada dels Morts està orientada 15° 28' cap a l'est respecte el nord geogràfic. Durant la fase Tzacualli, l'eix est-oest estava constituït pel curs del riu San Juan, la llera del qual va ser desviada per fer-lo coincidir amb una orientació desviada 16° 30' cap al sud de l'est. En aquesta època es va executar la primera etapa constructiva de la piràmide de la Lluna i ja s'havia planificat la plaça d'aquest gran edifici, que marca el límit nord de la calçada dels Morts.
És notable l'esforç que es va realitzar per a la construcció de la piràmide del Sol, que pràcticament es va concloure en una sola etapa constructiva durant aquesta fase. Durant aquest temps, el centre de la ciutat el constituïa aquest edifici, representació de la muntanya primordial de la qual venen els manteniments i constitueix l'axis mundi d'acord amb la mitologia mesoamericana. La plataforma adossada a la piràmide del Sol és més tardana que la resta de l'edifici, i sembla haver estat construïda a la fi de la fase Miccaotli.
D'acord amb els treballs de René Millon, a la fase Tzacualli la població de Teotihuacan rondava els 30.000 habitants i la superfície de la ciutat era de 17 km². Per aquesta època Teotihuacan era la major urbs del centre de Mèxic i només podien comparar-se amb ella Monte Albán, a les valls Centrals d'Oaxaca i Cholula, a la Vall de Puebla-Tlaxcala. En les excavacions arqueològiques s'han trobat restes de ceràmica granular, un tipus que també ha aparegut freqüentment en jaciments de Morelos i el centre de l'estat de Guerrero, per la qual cosa se suposa que les relacions comercials entre Teotihuacan i aquestes zones de Mesoamèrica ja es trobaven actives durant el Preclàssic Tardà.
Els anys que van del 150 al 250 corresponen a la fase Miccaotli. Aquesta fase es diu així perquè era la paraula amb la qual els nahues designaven la calçada dels Morts. Durant la fase Miccaotli, Teotihuacan es consolida com la major ciutat del centre de Mèxic. El centre de la ciutat es desplaça cap al sud amb la construcció de la Ciutadella, un recinte que igual que la piràmide del Sol era una representació de la muntanya sagrada primordial. La Ciutadella consisteix en un conjunt de tretze temples organitzats al voltant d'una gran plaça on es troba la piràmide de la Serp Emplomada. Per a la consagració d'aquest temple es van sacrificar més de cent persones que van ser col·locades en enterraments col·lectius, en grups de 4, 8, 18 i 20 cossos, més aquells que en solitari van ser sepultats a les cantonades de la base de l'edifici.
De manera paral·lela a la construcció de la Ciutadella la ciutat va quedar organitzada en quatre quadrants amb la construcció de les avingudes Est i Oest. Totes dues formen un eix gairebé perpendicular a la calçada dels Morts, parteixen de la Ciutadella cap als respectius punts cardinals, marcant la divisió dels quadrants de la ciutat. En la fase Micaotli la piràmide de la Lluna va ser ampliada en dues ocasions, una, entre els anys 150 i 200, i l'altra cap a l'any 225.
René Millon calculava que la població de la ciutat durant la fase Miccaotli era de 45.000 persones. La superfície de la ciutat va arribar a 22.5 km², la més gran que va arribar a tenir en tota la seva història, tot i que la densitat de la població va anar creixent en posteriors etapes. Les grans construccions realitzades en aquest temps revelen que la ciutat era un centre polític i econòmic de gran rellevància a Mesoamèrica. Això va atreure a persones procedents d'altres regions, i un cas molt notable és el dels zapoteques que es van assentar a Tlailotlacan durant el segle ii.

### Màxim esplendor
Cap a l'any 250 va iniciar-se la fase Tlamimilolpa, que pren el seu nom d'un indret perifèric de Teotihuacan que es coneix amb aquest nom. Durant aquesta fase Teotihuacan s'ha consolidat com un poder regional i la seva influència s'estén constantment per tota Mesoamèrica. La piràmide de la Lluna va ser ampliada en dues ocasions més en aquest període. La cinquena etapa constructiva d'aquest edifici va ocórrer al voltant de l'any 300 i la sisena entre els anys 350 i 400. Com en les anteriors etapes constructives de la piràmide, a aquestes dues últimes fases hi ha associats alguns enterraments humans.
El creixement demogràfic de Teotihuacan es va realitzar de manera organitzada en conjunts d'habitacions, una pràctica que havia començat en les anteriors fases i que s'ajusta al pla urbà orientat pels dos eixos de la ciutat. Alguns conjunts d'antics habitatges com el de La Ventilla són ampliats i dotats d'espais per a activitats públiques. Es construeixen nous espais per a l'habitatge, però la superfície de la ciutat es contreu durant aquesta etapa, fins a quedar en 20 km², dos menys que en la fase anterior. En contrast, la població va seguir en augment i, d'acord amb el càlcul de Millon, va poder arribar a 65.000 persones.
A l'horitzó arqueològic de la fase Tlalmimilolpa han aparegut els indicis de ceràmica Anaranjado Delgado més antics de Teotihuacan, que en aquesta fase representen el 6% dels materials ceràmics i la seva freqüència en els contextos arqueològics augmenta en posteriors etapes. La presència d'aquesta ceràmica en jaciments mesoamericans és considerada com un indicador de vinculació amb el món teotihuacà, però és important aclarir que es tracta d'un producte estranger a Teotihuacan. D'acord amb la investigació de Carmen Cook, el sud de Puebla va ser el centre productor d'aquesta tradició terrissera. Rattray coincideix en aquesta afirmació i afegeix que la regió de Tepexi de Rodríguez va tenir un fort creixement durant el període Clàssic, quan va mantenir una relació molt intensa amb Teotihuacan que no va semblar implicar una subordinació a aquesta ciutat.
Les relacions de Teotihuacan amb la resta de Mesomèrica es van diversificar durant la fase Tlamimilolpa, tal com mostra l'evidència arqueològica. A l'Enterrament 5 de la piràmide de la Lluna, ofert potser en commemoració de la finalització de l'obra, els tres subjectes principals de l'enterrament estaven col·locats en posició «flor de lotus» i associats a ells un conjunt d'objectes de jade que procedeixen de la vall del riu Motagua. La posició de les restes humanes és similar a la que s'observa en certs enterraments de l'elit a Kaminaljuyú (Guatemala). Aquest fet se suma a la notable influència arquitectònica que la ciutat va tenir en el seu moment de màxima esplendor sobre l'àrea maia en llocs com Tikal i el mateix Kaminaljuyú, així com a la descoberta de peces maies a l'horitzó Tlamimilolpa de Teotihuacan. Alguns dels vestigis de la ceràmica maia trobats a Teotihuacan corresponen al tipus Tzakol i guarden semblances amb les obres contemporànies d'aquest tipus que s'han trobat a Tikal i Uaxactún. La presència maia a Teotihuacan se sumarà a la dels zapoteques i a la de les cultures del Golf.

#### Any 378: "Conquesta" de Tikal
El gener de 378, quan Àtlatl Cauac governava a Teotihuacan, el guerrer teotihuacà Siyah K'ak' conquerí Tikal, traient i reemplaçant al rei maia, amb suport del Perú i Naachtún, cosa que va ser registrada a l'Estela 31 de Tikal i altres monuments de la regió maia.

#### Any 426: "Conquesta" de Copán i Quiriguá
El 426 K'inich Yax K'uk' Mo' pren el poder com a rei de Copán, a l'Hondures, com ho descriu l'Altar Q de Copán. Poc després Yax K'uk 'Mo' instal·la a Tok Casper com a rei de Quiriguá, a uns 50 km a nord de Copán.
La fase Xolalpan, que va del 450 al 650, és el període d'apogeu de la ciutat, que té una influència intensa a tota Mesomèrica. La naturalesa de les relacions de Teotihuacan amb altres ciutats mesoamericanes és objecte de discussió. D'acord amb alguns autors, l'expansió teotihuacana es va realitzar amb base al comerç, cosa que explicaria la presència de la ceràmica Anaranjado Delgado en jaciments de diverses zones. Altres opinen que Teotihuacan va ser un estat militarista i que l'expansió de la ciutat s'hauria dut a terme per la via de les armes. També sembla plausible que la presència teotihuacana en el món mesoamericà hagi estat resultat d'una combinació de factors, incloent el comerç, les armes i les aliances polítiques.
En aquests anys de gran auge, l'arquitectura de la ciutat ateny la seva major expressió. La disposició de la calçada dels Morts —tal com es pot apreciar actualment a la zona arqueològica— correspon a la fase Xolalpan. Els conjunts d'habitatges també presenten indicis d'haver-se beneficiat del creixement de la ciutat. Així s'observa en els barris més ben documentats a través d'excavacions arqueològiques, especialment Teopancaxco, els habitants del qual van tenir un nivell de vida més elevat en aquesta fase que durant l'anterior. La ciutat es troba organitzada en blocs d'habitatges separats per carrerons estrets. La població arriba a 85.000 persones, d'acord amb el conservador càlcul de Millon, encara que hi ha autors que la calculen en 300.000 habitants. En qualsevol cas, en aquesta època la ciutat ateny la màxima densitat de població i es va consolidar com la major urbs de Mesomèrica del seu temps, i una de les més grans de tot el món. Durant aquesta etapa la ciutat comptava amb un sistema de clavegueram i drenatge que permetia desallotjar les aigües residuals de la ciutat.
L'art teotihuacà viu una de les seves millors èpoques. Durant la fase Xolalpan es realitzen peces que són molt representatives, com els bracers «teatre», que són peces en què es barreja el modelat directe amb el treball en motlles. Els murals de Tepantitla, els d'Atetelco i el mur dels Jaguars del palau de Quetzalpapálotl corresponen a aquesta etapa. El jaguar era un animal molt important dins la cultura prehispànica i se solia representar amb trets d'altres animals.

### Decadència

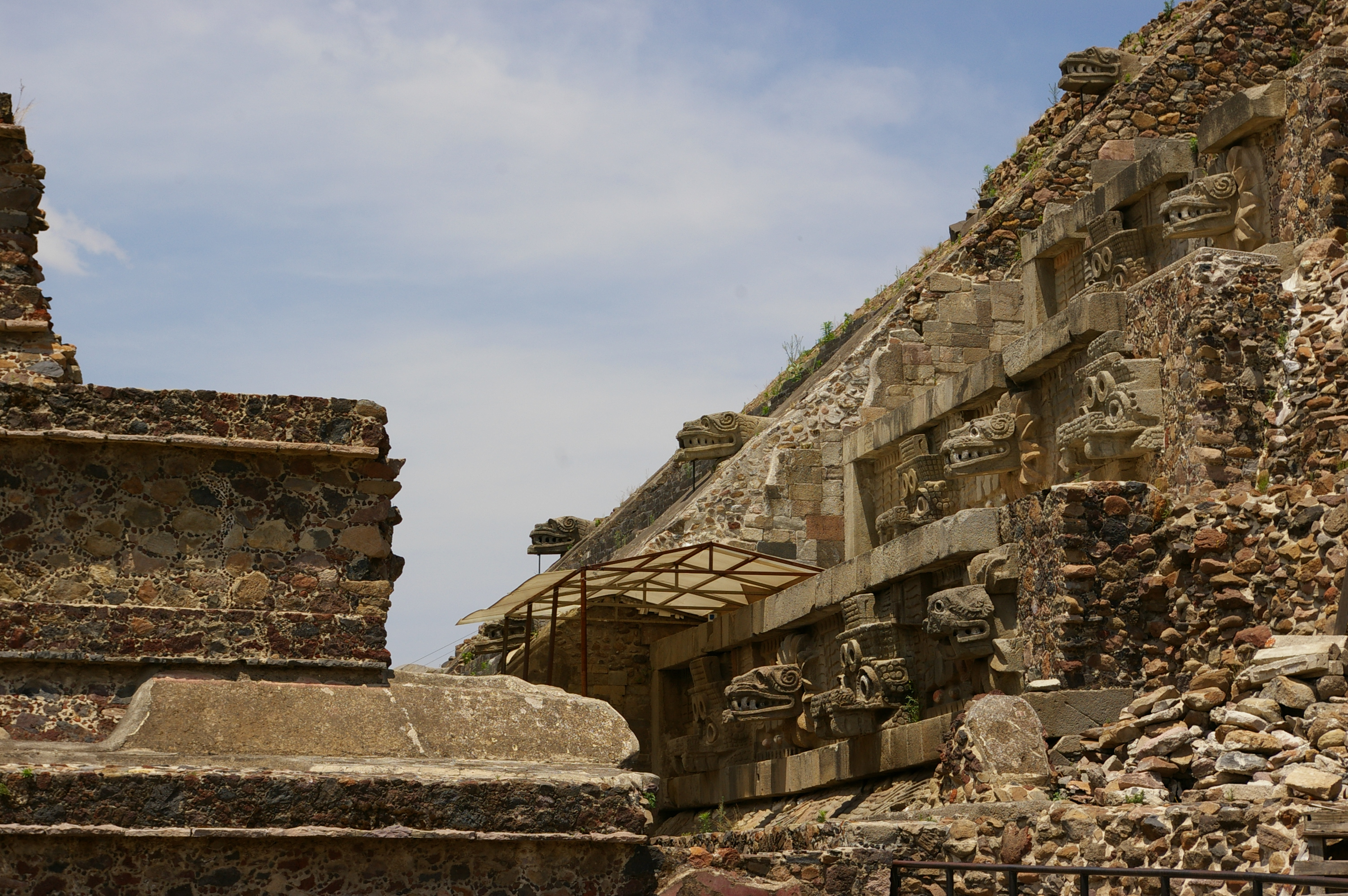
La plataforma adosada (esq.) amagava el temple de la Serp Emplomada fins a la seva excavació durant el.

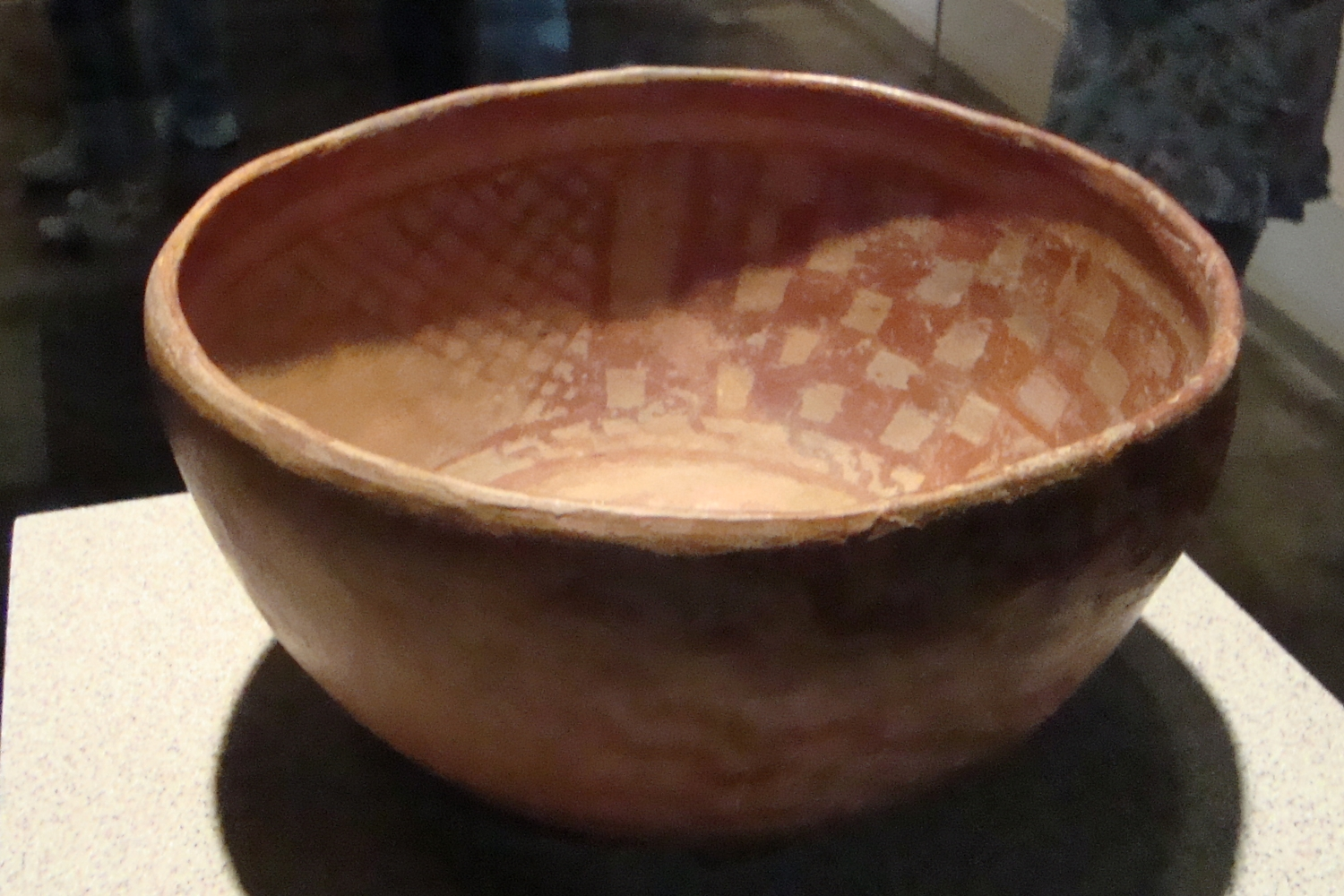
Recipient de ceràmica Coyotlatelco, característica de la fase Metepec.

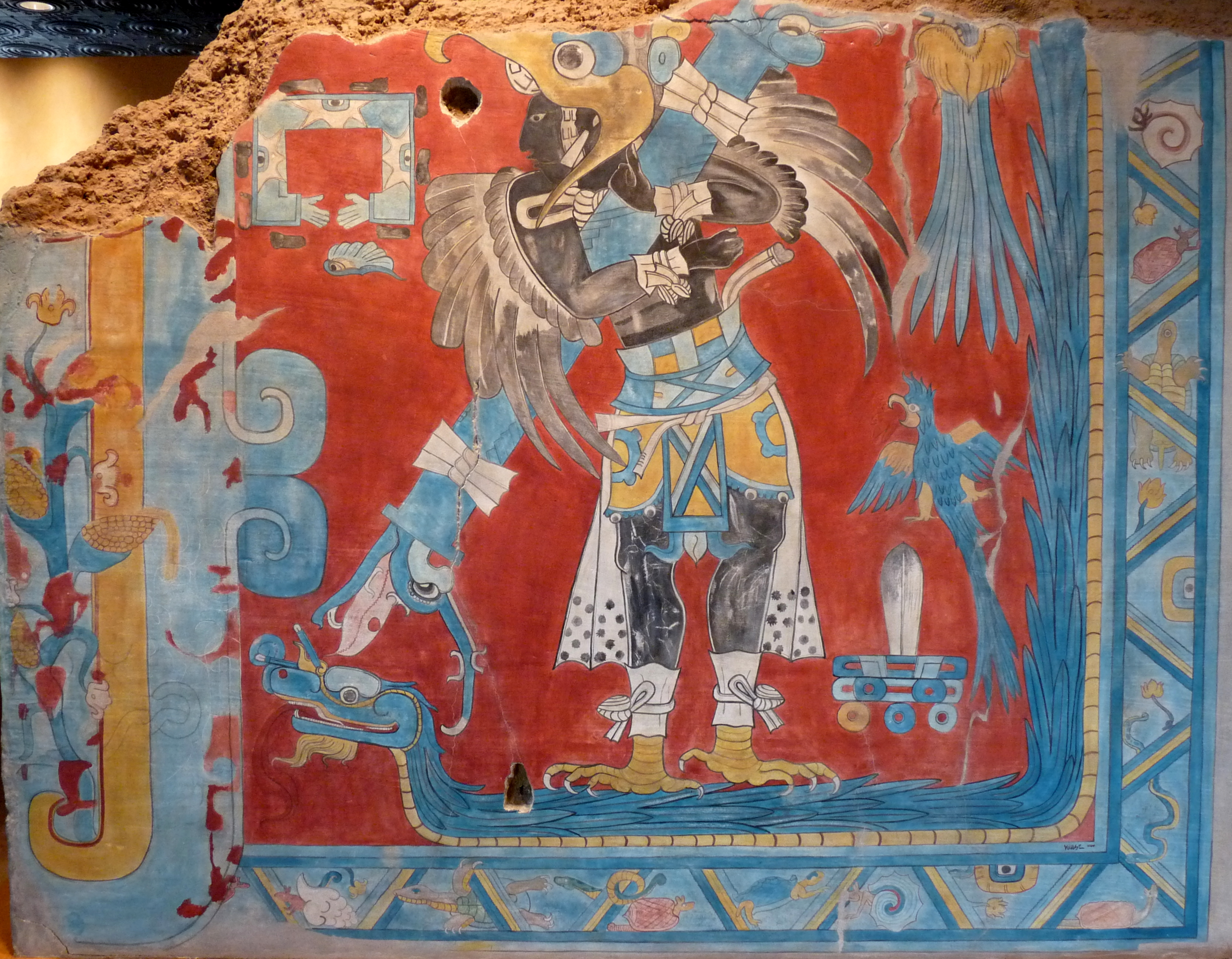
Després de la caiguda de Teotihuacan van desenvolupar-se diversos indrets del centro de Mesoamèrica. Alguns d'ells, com Cacaxtla, revelen una notable influència maia, com s'aprecia en aquesta reproducció dels murals de la ciutat.

Al voltant de l'any 650 va començar la fase Metepec. D'acord amb els treballs de René Millon, en aquesta etapa la ciutat va tenir fins a 75 000 habitants, cosa que representa una pèrdua de gairebé el 25% respecte a la fase Xolalpan. Tot i aquesta contracció demogràfica, Teotihuacan seguia sent la major urbs de la vall de Mèxic i una de les més grans de Mesoamérica. L'activitat arquitectònica a la ciutat es paralitza, de fet l'únic edifici que es va realitzar completament durant aquesta fase és la plataforma adossada a la piràmide de la Serp Emplomada. La plataforma adossada sembla haver estat construïda amb el propòsit d'amagar l'edifici que va ser cor de la Ciutadella, emblema del poder de la ciutat. Els habitants de Teotihuacan durant la fase Metepec no van conèixer el temple de la Serp Emplomada com actualment es pot apreciar a la zona arqueològica, com que la façana va ser rescatada al segle xx.

D'acord amb Millon, tant La Ciutadella com els edificis que es trobaven al voltant de la calçada dels Morts van ser objecte d'una destrucció sistemàtica per part dels habitants de la ciutat.
| « | El centre no va ser consumit per un foc extens. Els temples i edificis públics no van ser simplement destruïts, sinó desmantellats, cremats, reduïts a enderrocs una vegada i una altra en ambdós costats de l'avinguda per més d'una milla […] Això és perquè aquells que van començar aquest procés van voler estar segurs que cap poder o cap força de l'estat teotihuacà tornés a renéixer d'aquestes ruïnes. | » |

Durant la fase Oxtotípac (750 - 850) la població de la ciutat es redueix molt dràsticament com a reflex d'un èxode massiu dels ocupants. René Millon va calcular que en aquesta etapa l'àrea urbana era habitada per tan sols 5.000 persones. Només algunes parts de la ciutat romanen ocupades, entre elles el que es coneix com a Ciutat Vella i alguns llocs que en l'època anterior van ser habitats per l'elit. Aquesta ocupació de Teotihuacan està relacionada amb la cultura de Coyotlatelco i l'aparició de la ceràmica del mateix nom. Alguns autors opinen que aquesta cultura és estrangera, producte d'una migració que va contribuir a la ruïna teotihuacana. Altres consideren que es tracta de l'expressió d'un grup perifèric de la ciutat que no posseïa l'alta cultura teotihuacana.
Per explicar l'ocàs de la ciutat s'han proposat diverses hipòtesis. Algunes van considerar que al voltant de al segle VIII va ocórrer una gran sequera al nord de Mesoamèrica que va provocar la migració dels seus ocupants cap al sud. Aquesta sequera també hauria afectat a l'agricultura de la regió i va fer inviable el sosteniment de la població. Amb tot, McClung de Tapia i els seus col·laboradors han dit que no hi ha indicadors que aquesta hipòtesi pogués sostenir-se, ja que en l'època de decadència de Teotihuacan es va observar un augment de la humitat a l'entorn de la ciutat.
En el mateix moment que Teotihuacan va iniciar el seu declivi, altres ciutats al centre de Mesoamèrica van començar a destacar. Per a alguns autors, l'efervescència de les cultures del Període Epiclàssic mesoamericà seria un factor que hauria contribuït al col·lapse teotihuacà. Aquestes ciutats formen una corona al voltant de Teotihuacan, en punts estratègics de les rutes comercials més importants de Mesoamèrica en aquest temps. Xochicalco, a la vall de Morelos; Teotenango, a la vall de Toluca; Cacaxtla, a la vall de Tlaxcala, Cantona a orient i El Tajín en el pas cap a La Huasteca; totes elles ciutats que van veure el seu apogeu amb la decadència de Teotihuacan i, en alguns casos, van néixer precisament en aquest context. D'acord amb alguns autors, aquests nous poders regionals van estrangular a la gran metròpoli al privar-la de l'accés a les rutes comercials.

### Migracions teotihuacanes després del col·lapse
Encara que l'origen i identitat dels grups portadors de la ceràmica Coyotlatelco són motiu de debat, hi ha consens al voltant del fet que el declivi va començar quan ells s'hi estaven. La situació de Teotihuacan va estar acompanyada per l'abandonament massiu de la ciutat, que va començar al voltant de l'any 500, d'acord amb les proves arqueològiques al nord de Morelos, que mostra la presència de grups teotihuacans que es van fusionar amb pobladors locals i van perdre la seva identitat cultural, probablement com una estratègia per escapar de l'opressió del règim teotihuacà.
La diàspora teotihuacana es va establir en llocs que estaven fora del domini de Teotihuacan durant la fase Metepec (550-650 d. C.). En aquesta època, la metròpoli va dominar al nord de la conca de Mèxic, però els pobles a sud i a ponent de la regió eren fora de la seva esfera d'influència, com mostra el fet que hi hagi pocs indicadors materials de contacte amb Teotihuacan per aquests indrets. Per això, l'orient de l'Anàhuac, el nord de Morelos, la vall de Tlaxcala i la vall de Toluca van absorbir parts importants dels grups que van abandonar Teotihuacan.
Amb la sortida dels grups portadors de la cultura teotihuacana, a la conca de Mèxic s'observa un reacomodament demogràfic i la difusió de la ceràmica de Coyotlatelco. Entre Azcapotzalco i Ecatepec hi ha un grup de poblacions amb aquesta mena de ceràmica que la va difondre cap a la vall de Toluca. Un altre grup correspon a la conca de Chalco-Xochimilco. El tercer es concentra al voltant de Portezuelo, un dels majors assentaments de la conca de Mèxic durant l'Epiclàssic (c. 650-900). Un últim grup Coyotlatelco correspon al que va romandre a Teotihuacan, on van ocupar els conjunts residencials arruïnats. Tula, Cacaxtla, Cholula i Xochitécatl són punts fora de la conca de Mèxic on també s'ha trobat ceràmica Coyotlatelco, encara que en menor proporció.

## Urbanisme
| Evolució de la superfície i població de Teotihuacan                | Evolució de la superfície i població de Teotihuacan | Evolució de la superfície i població de Teotihuacan | Evolució de la superfície i població de Teotihuacan |
| Fase                                                               | Anys                                                | Superfície                                          | Població estimada                                   |
| ------------------------------------------------------------------ | --------------------------------------------------- | --------------------------------------------------- | --------------------------------------------------- |
| Tzacualli                                                          | 1-50 d. C.                                          | 17 km²                                              | 30 000                                              |
| Miccaotli                                                          | 150-250 d. C.                                       | 22.5 km²                                            | 45 000                                              |
| Tlamimilolpa                                                       | 250-450 d. C.                                       | 22 km²                                              | 65 000                                              |
| Xolalpan                                                           | 450-650 d. C.                                       | 20.5 km²                                            | 85 000                                              |
| Metepec                                                            | 650-750 d. C.                                       | 20 km²                                              | 70 000                                              |
| Oxtotípac                                                          | 750-850 d. C.                                       |                                                     | 5000                                                |
| Font: Matos Moctezuma, 2009: 62, sobre dades de René Millon, 1966. |                                                     |                                                     |                                                     |

La ciutat de Teotihuacan va créixer al voltant d'un pla urbà estructurat al voltant de dos eixos. La calçada dels Morts és l'eix nord-sud, mentre que hi ha una altra avinguda que comença a La Ciutadella i és considerada l'eix est-oest. El curs natural del riu San Juan va ser desviat perquè travessés perpendicularment la calçada dels Morts. Els eixos principals de Teotihuacan es creuaven perpendicularment, i al voltant de dels quatre cantons es va traçar una retícula que va servir de base per a la construcció dels edificis.
La planificació urbana de Teotihuacan va adquirir la forma definitiva al voltant de al segle iii, quan ja s'havien construït la quarta etapa de la piràmide de la Lluna, la Ciudadela i la piràmide del Sol. Els eixos de la calçada dels Morts i l'avinguda Est-Oest havien estat definits durant la fase Tzacualli, que va abastar aproximadament de 1 a 150 d. C.
La calçada dels Morts és una àmplia via que travessava la ciutat. Comença a la plaça davant de la piràmide de la Lluna i es perllonga dos quilòmetres cap al sud, prop de Teopancaxco. L'avinguda està orientada 15° 30' cap a l'est respecte el nord geogràfic. Aquesta desviació és la mateixa que, amb algunes variacions, s'observa en totes les construccions teotihuacanes. Al voltant d'aquesta gran avinguda hi ha els grans conjunts monumentals de la ciutat, dedicats principalment a les activitats religioses. Entre d'altres, hi ha la piràmide de el Sol, el temple dels Animals mitològics i el temple de Quetzalcóatl. Associats a ells, pels voltants hi ha els complexos residencials destinats a l'elit. Entre aquests hi ha el palau de Quetzalpapálotl i els conjunts d'habitatges de Yayahuala, Tetitla, Xala i Zacuala.
Al voltant de la zona central s'organitzaven els barris on vivien els estrats baixos de la societat, els treballadors agrícoles i artesans, comerciants i estrangers. D'acord amb les investigacions arqueològiques, la ciutat va arribar a tenir al voltant de dos mil conjunts d'habitatges en el seu moment de major apogeu, que va ocórrer entre els segles II i V. Aquestes edificacions van ser constantment ampliades i remodelades per satisfer les necessitats de la creixent població. La superfície urbana va créixer ràpidament durant la fase Tzacualli, quan va arribar a assolir aproximadament 20 km² de superfície i una població de 25 mil a 30 mil habitants. Teotihuacan comptava amb un sistema de serveis urbans molt avançat. Destaca el sistema d'ús de l'aigua, tant d'aquella destinada al consum quotidià com de les aigües residuals.
La integració arquitectònica del pla urbà de Teotihuacan està relacionada amb la cosmovisió de la societat que el va crear i amb l'entorn. La traça urbana exhibeix dues orientacions lleugerament diferents, que van resultar d'una combinació de criteris astronòmics i topogràfics. La part central de la ciutat, incloent la Calçada dels Morts, s'ajusta a l'orientació de la Piràmide de el Sol, mentre que la part sud reprodueix l'orientació de la Ciutadella. Les dues construccions marcaven les sortides i postes de Sol en certes dates, permetent l'ús d'un calendari observacional destinat per facilitar una programació adequada de labors agrícoles i les cerimònies associades. El fet que les dues orientacions pertanyen als grups àmpliament difosos en Mesoamèrica pot explicar-se només amb l'ús de les referències astronòmiques sobre l'horitzó. A més, la Piràmide de el Sol està alineada cap al Cerro Gordo al nord, cosa que significa que aquesta construcció va ser premeditada. La cova artificial sota la piràmide representa un indici addicional de la importància d'aquest lloc. També és evident la relació que existeix entre les construccions més importants i les formes de la serra de Patlachique que envolten la vall de Teotihuacan.

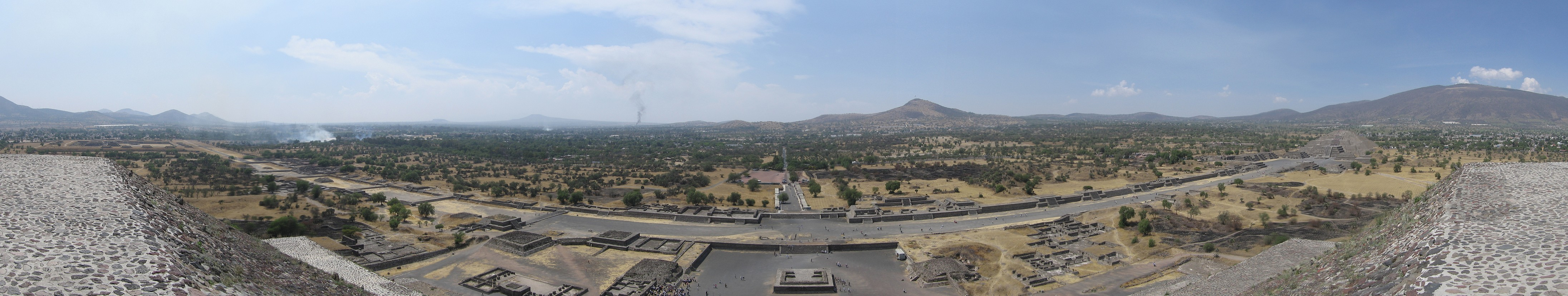
Vista panoràmica de la calçada dels Morts des de la plataforma superior de la piràmide del Sol. A l'extrema dreta de la imatge s'observa la piràmide de la Lluna amb la seva plaça i al fons la serra de Patlachique (esquerra), a sud de Teotihuacan, i els turons Tonalan (centre) a ponent de la ciutat i Gordo (dreta), situat a nord.

## Arquitectura

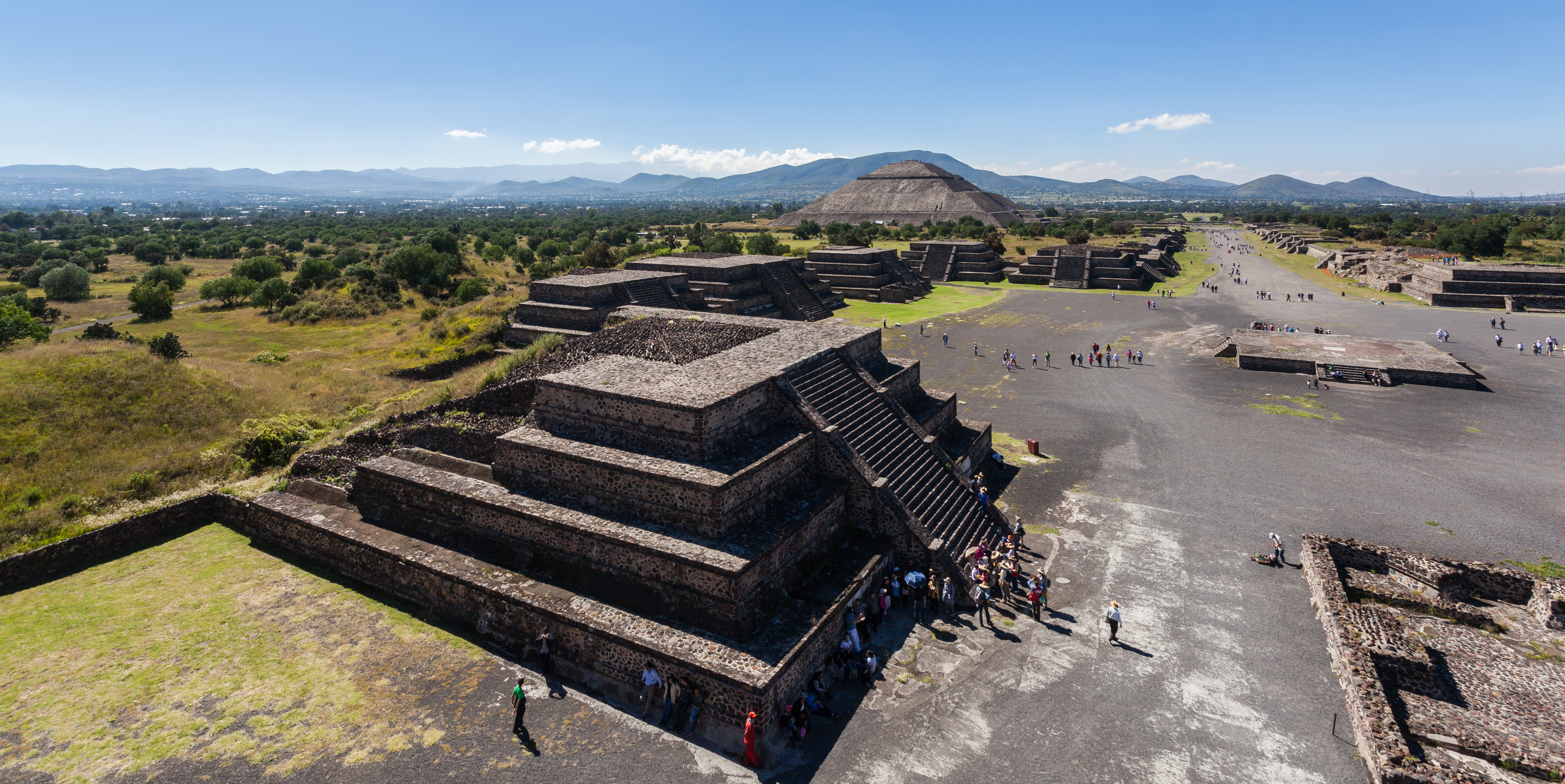
Vista de la calçada dels Morts des del cim de la piràmide de la Lluna, a Teotihuacan.

La gran via és de 40 metres i el seu eix està desviat lleugerament cap al nord-est, 15º 30 'respecte a nord geogràfic.
Al llarg del carrer hi ha els edificis més importants destinats a temples, palaus i cases de personatges d'alt rang. També hi ha les dues grans piràmides, la Casa del Sacerdot, el palau de Quetzalpapalotl (Quetzalmariposa), el palau dels Jaguars, l'estructura dels cargols emplomallades, el temple de Quetzalcóatl, la ciutadella i moltes edificacions més que en el seu dia van ser de gran bellesa. En una de les estances es van descobrir pisos construïts amb dues capes de làmines de mica de 6 cm de gruix, que van ser cobertes més tard amb tezontle.

### Els grans basaments
Tenen un nucli fet de tova. Després van ser revestits d'estuc i pedra i s'hi va afegir un fris adornat amb relleus geomètrics. Es van construir com a basament d'un temple que es trobava a la plataforma. Els espanyols que hi van arribar al segle XVI encara van aconseguir veure els ídols del Sol i la Lluna.

### Piràmide del Sol

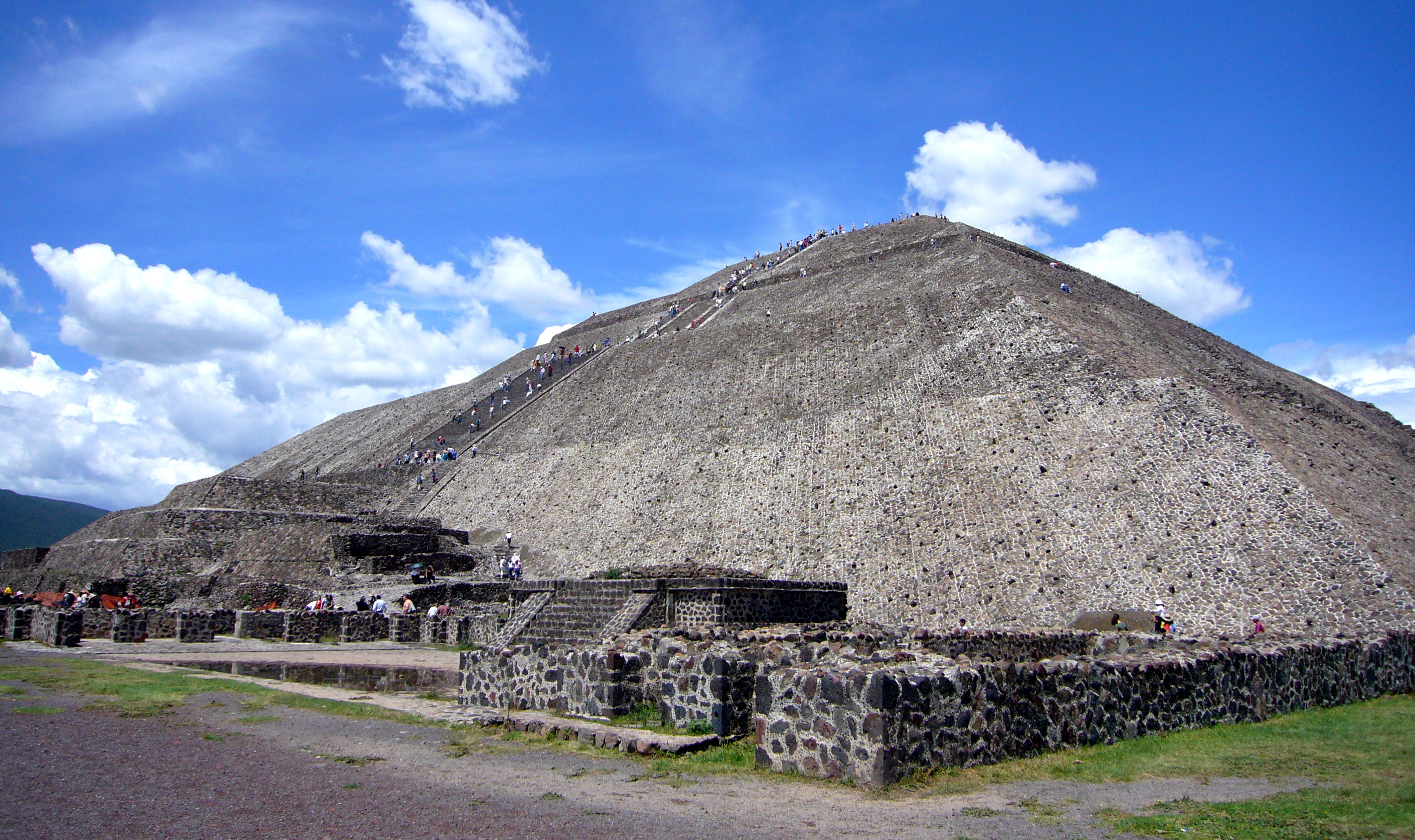
Vista de la piràmide del Sol. S'observa en primer pla el conjunt arquitectònic que servia per controlar l'accés a la piràmide.

La piràmide del Sol és l'edifici més gran de Teotihuacan i el segon de Mesoamèrica, només darrere de la Gran Piràmide de Cholula. Per les seves considerables dimensions es pot observar a diversos quilòmetres de distància. Té una alçada de 63 metres, amb una planta gairebé quadrada d'aproximadament 225 metres per costat, pel que sol comparar-se amb la piràmide de Kheops (Egipte).
L'edifici consta de cinc cossos troncocònics superposats i una estructura adossada de tres cossos que no arriben a l'altura de la primera plataforma. La piràmide del Sol es troba a la banda oriental de la calçada dels Morts, pràcticament alineada de forma perpendicular amb aquesta via. La imatge actual de la piràmide correspon a la restauració realitzada per Leopoldo Batres entre 1905 i 1910, ja que com a part de la commemoració del Centenari de la Independència de Mèxic es van habilitar diversos edificis de la ciutat per convertir-los en un atractiu turístic. La restauració de Batres ha estat criticada posteriorment per precipitada i incompleta, a banda que es va realitzar sobre concepcions de l'arquitectura mesoamericana basades en els models egipcis.
En els inicis de Teotihuacan l'indret on es troba la piràmide del Sol corresponia a una mena de mur amb base de talús i desvergonyiment vertical sense associació a altres estructures. L'ús que va tenir aquesta estructura es desconeix, encara que Sugiyama planteja que va poder servir per a delimitar un espai sagrat. La piràmide del Sol va tenir dues etapes constructives i durant la primera pràcticament ja va aconseguir les dimensions que té actualment. L'ús de la piràmide del Sol i el significat que va tenir per als habitants de Teotihuacan roman com una incògnita.
En 1971 Jorge Ruffier Acosta va trobar un túnel sota la piràmide, l'accés del qual es troba davant de la plataforma adossada. Els primers investigadors del túnel -al que també s'anomena "cova sagrada" - van suposar que es tractava d'una cova natural que va ser emprada amb propòsits rituals, cosa que explicaria la construcció del monument a sobre. Sugiyama i el seu equip han demostrat que la cova va ser cavada completament per humans. La cova es perllonga cap a l'est 97 metres i a la fi del túnel es troba una càmera de quatre lòbuls que, d'acord amb la hipòtesi de Sugiyama, va poder contenir una tomba reial.

### Basament piramidal de la Lluna
La piràmide de la Lluna és un dels edificis més antics de Teotihuacan. Durant el segle xix també es va conèixer com a Meztli Iztácual, nom que Manuel Orozco y Berra recull en la seva obra, on sosté la hipòtesi vuitcentista que Teotihuacan va ser una ciutat tolteca. La forma final és el resultat de set etapes constructives. Té una planta aproximadament quadrada de 45 metres per costat. És de grandària menor que la Piràmide del Sol, però es troba a la mateixa alçada per estar edificada sobre un terreny més elevat. Té una altura de 45 metres. Al costat d'aquesta piràmide es va trobar una estàtua anomenada Deessa de l'Agricultura que els arqueòlegs situen en època tolteca primitiva.
Aquesta piràmide està situada molt a prop de la de el Sol, tancant pel nord el recinte de la ciutat. Des de l'esplanada s'inicia el recorregut de l'eix principal conegut com a Via o Calçada dels Morts.

### La Ciutadella i la piràmide de la Serp Emplomada

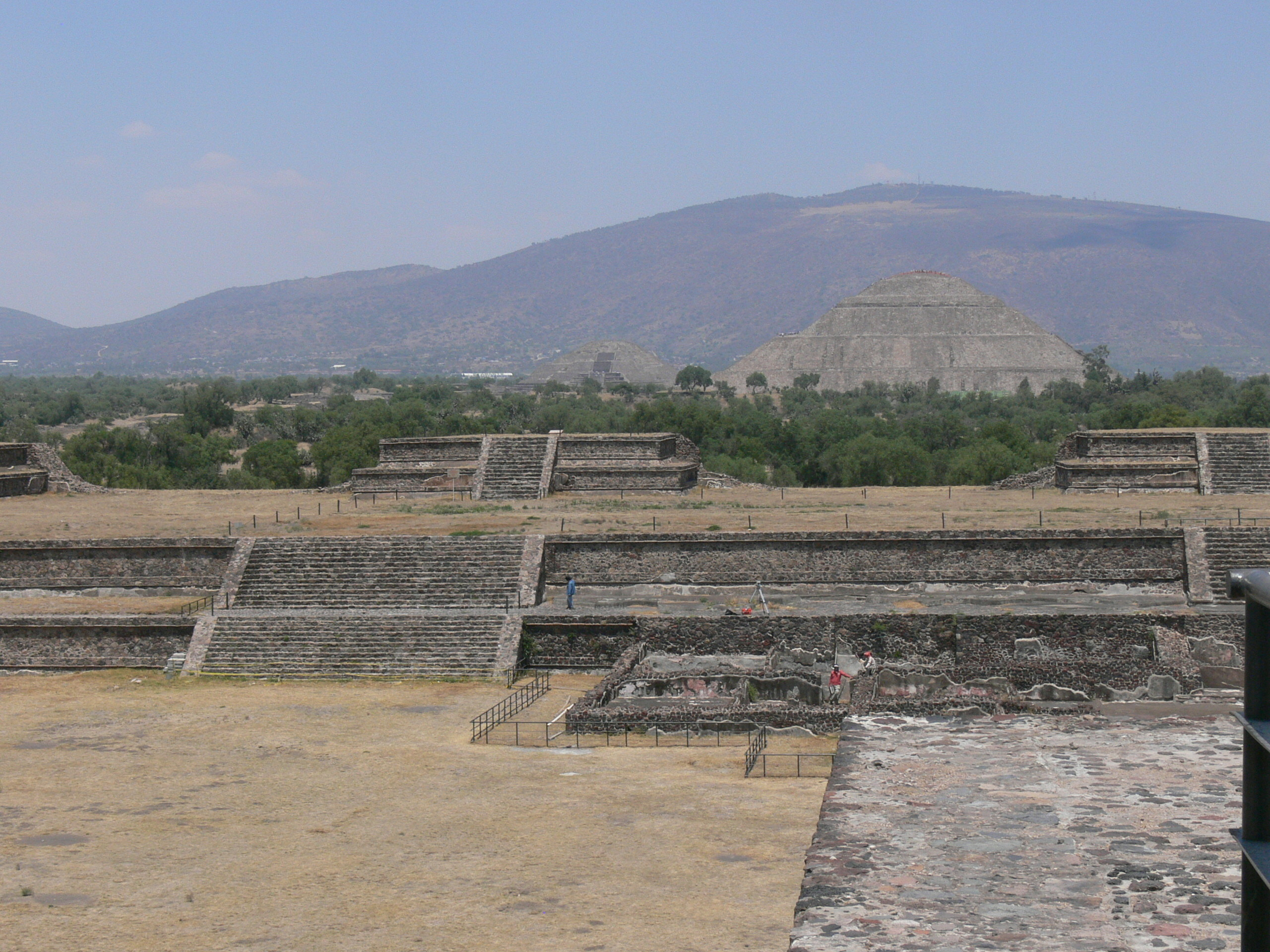
Vista de La Ciudadella vers el nord des de la plataforma adossada al Temple de Quetzalcóatl.

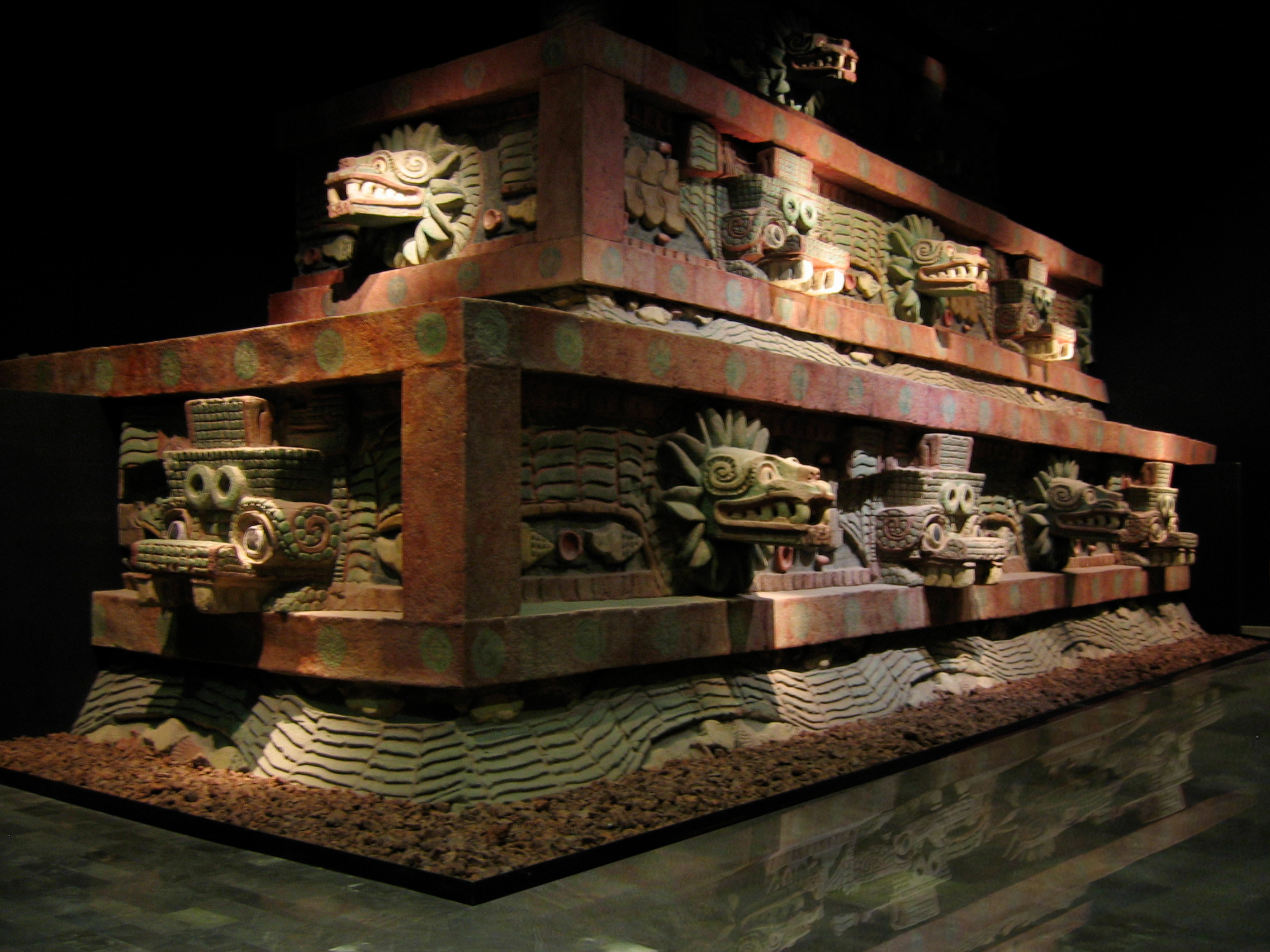
Reconstrucció de la piràmide de la Serp Emplomada al Museu Nacional d'Antropologia.

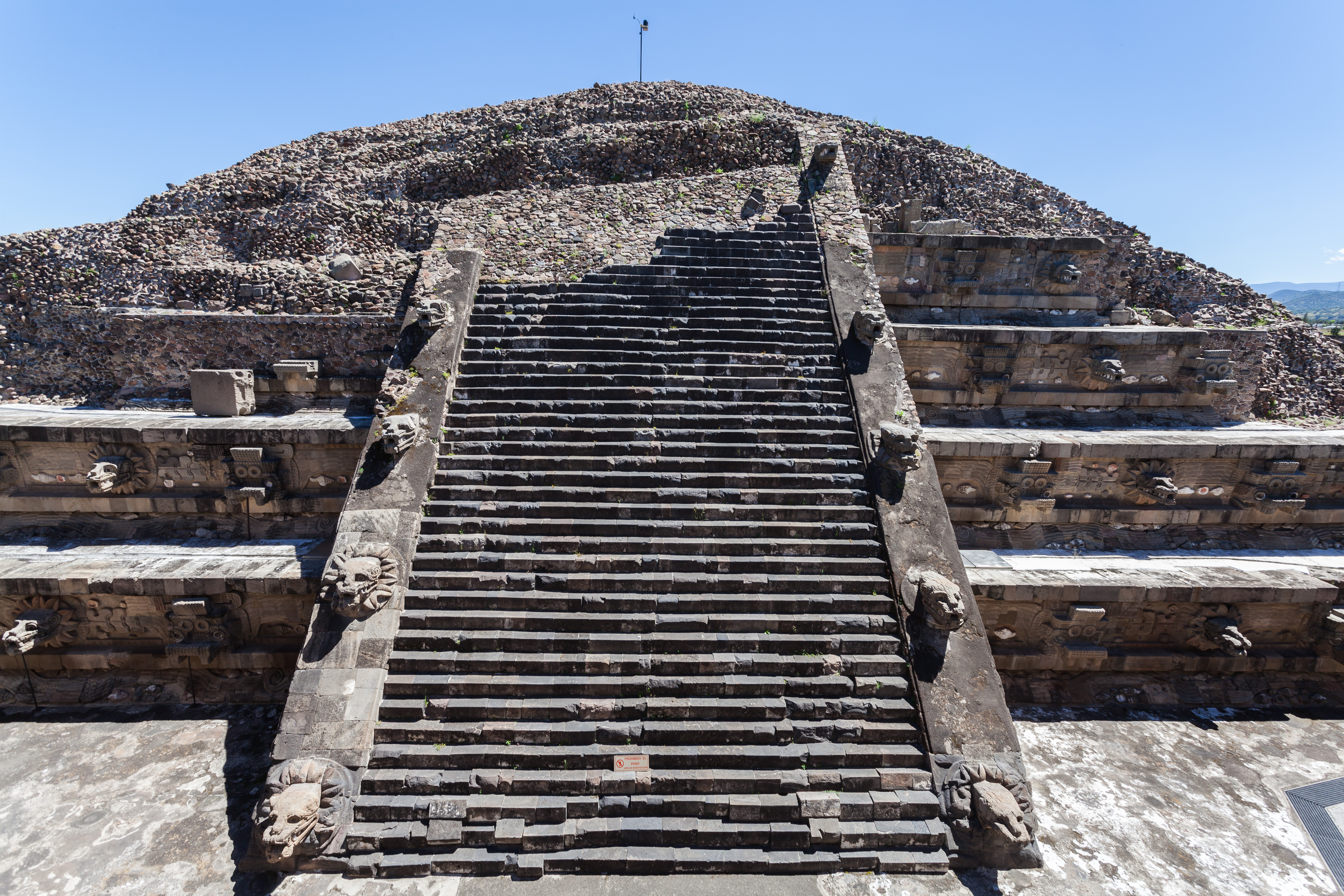
Vista frontal del santuari de la Serp Emplomada

La Ciutadella és un conjunt arquitectònic localitzat a la banda de ponent de la calçada dels Morts, al sud de el curs del riu San Juan. El conjunt forma una gran plaça quadrangular d'aproximadament 400 metres per costat i va ser construït durant la fase Miccaotli, entre els anys 150 i 250 d.C. El conjunt de la Ciutadella comprèn també la piràmide de la Serp Emplomada, a la qual envolten tretze temples secundaris construïts sobre una plataforma. Darrere del temple de la Serp Emplomada hi ha dos conjunts d'habitatges que van poder estar reservats per a l'elit de Teotihuacan. Al centre de la plaça hi ha un adoratori amb quatre escalinates que donaven accés a la plataforma. La Ciutadella va esdevenir el centre polític, cultural i econòmic de la ciutat de Teotihuacan, lloc que havia correspost al conjunt de la piràmide del Sol fins llavors. Les causes d'aquest desplaçament del centre de la ciutat són desconegudes, però podria deure's a causa de factors polítics.
La piràmide de la Serp Emplomada es troba a una certa distància de les dues grans piràmides, a la Calçada dels morts. Va ser un descobriment arqueològic de 1920. Estava soterrada per una piràmide de parets llises, sense cap tipus d'ornamentació.
Al principi es va pensar que les escultures que acompanyen els caps de serp emplomada es tractaven de representacions de Tláloc, però es tracten de Cipactli, que vol dir cocodril. Aquest personatge era molt important ja que era la figura amb què es representava el primer dia de l'any del calendari lunar de 260 dies que feien servir. És per això que el temple de Quetzalcoatl, va poder haver estat un temple edificat a el Temps.
El novembre de 2010, investigadors de l'Institut Nacional d'Antropologia i Història van enviar un vehicle robot per explorar un túnel estret d'uns 100 metres lineals de fondària que es troba sota el temple. Amb l'ús d'un georadar, van arribar a la conclusió que el túnel porta a 3 càmeres on es creu es poden trobar les restes d'alguns personatges importants de Teotihuacan. D'acord amb l'arqueòloga Verónica Ortega: «El primer que hi va haver per fer adoració a Teotihuacan va ser aquest túnel i posteriorment van posar un lloc ja sagrat, aquí es va construir la Piràmide de el Sol […] El recobriment és totalment de fang, [els teotihuacans] tracten de donar una aparença llisa a aquests murs, probablement perquè les persones que s'introduïren aquí no s'adonessin que seguia el túnel ». Prèviament, aquest indret havia estat trobat per la cultura mexica i, més recentment, en els anys 1970, encara que en aquest cas no es van realitzar grans troballes.

#### Palau de Quetzalpapálotl
El palau de Quetzalpapálotl (en nàhuatl: quetzalli-papálotl,  'Papallona-quetzal, papallona de plomes, papallona preciosa') és una edificació que va ser habitatge de l'elit teotihuacana. Més específicament, s'ha proposat que va ser la residència dels principals sacerdots de Teotihuacan. El palau de Quetzalpapálotl es troba a l'angle sud-oest de la plaça de la Lluna, darrere l'estructura 5 d'aquest conjunt. Per accedir al seu interior cal pujar una escalinata custodiada per uns jaguars. Des de la plataforma sobre la qual es troba l'edifici és possible baixar al pati central del palau. Aquest espai està envoltat per pòrtics que emmarquen els accessos a les càmeres interiors del palau. Les columnes de pedra estan tallades amb representacions de papallones i plomes de quetzal, d'aquí el nom del palau. Els relleus de les columnes havien estar policromats. Els murs interiors van estar decorats amb motius relacionats amb el culte a la divinitat de l'aigua. Una de les subestructures d'aquest edifici és el pati dels Jaguars. Els murs d'aquesta secció estan decorats amb escenes que representen a jaguars que porten plomalls de plomes de quetzal i, davant d'ells, representacions de cargols marins i cors humans.

#### Els habitatges residencials
Tot l'entorn de centre cerimonial de la ciutat estava densament poblat per variats grups de sacerdots, artesans, terrissaires i obrers que van edificar la ciutat. L'habitatge teotihuacà estava submergit en una densa trama ortogonal composta per un gran nombre de petits carrers que connectaven placetes de menor escala i altres punts importants d'aquesta xarxa. La majoria de les vivendes estan formades per un pati central, al voltant del qual hi ha les habitacions en desnivell respecte la mateixa. El pati no només compleix la funció d'il·luminar i ventilar sinó també de recollir els desguassos per evacuar-los al sistema de drenatge urbà. D'altra banda, els sostres presentaven un disseny particular que permetia captar les aigües i conduir-les a petits reservoris d'aigua. En els habitatges més grans la inexistència de portes i finestres és resolta a partir d'una sèrie de patis de menor escala que permeten privacitat així com també una íntima relació amb l'espai exterior.

## Galeria d'imatges

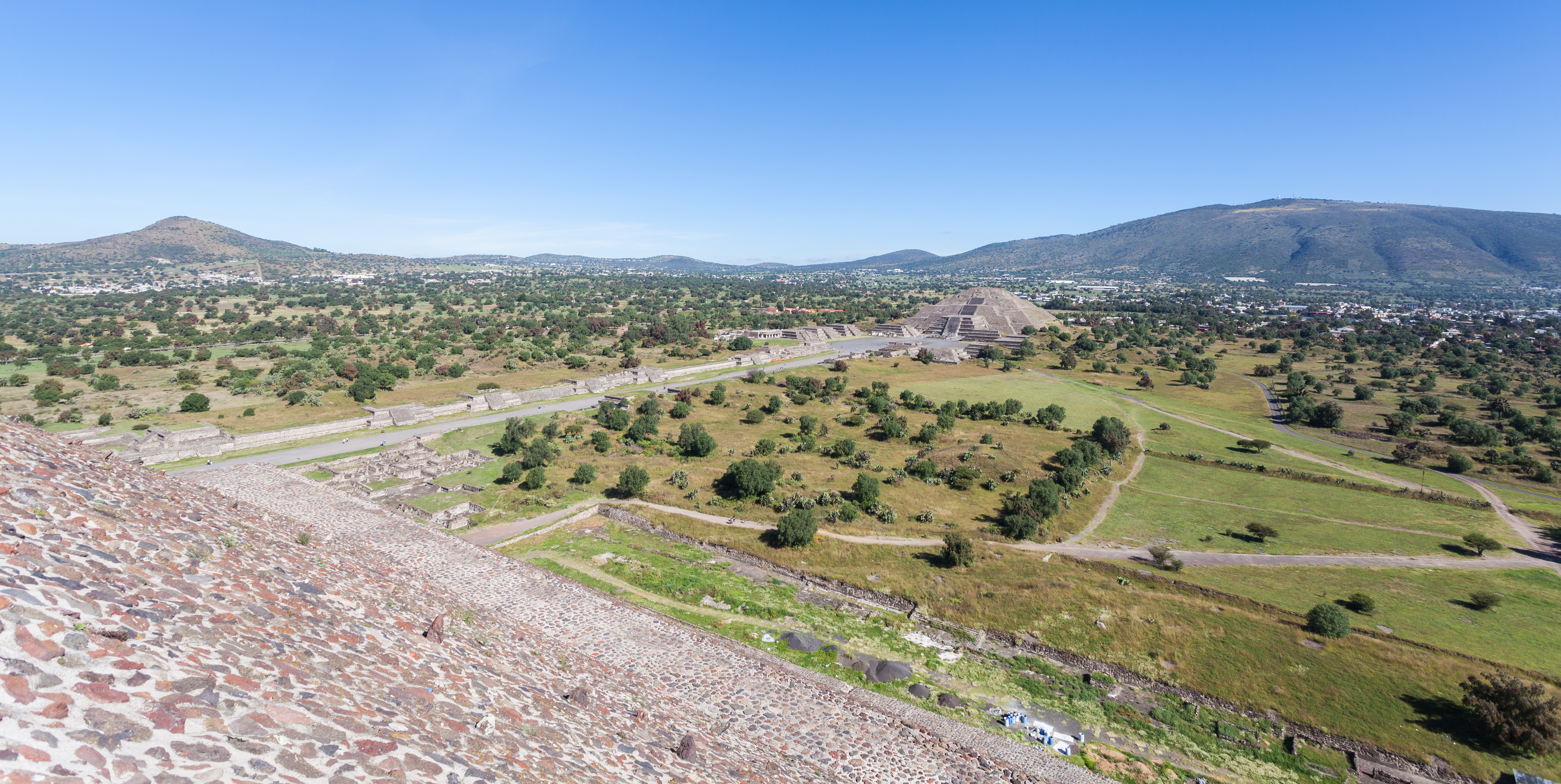
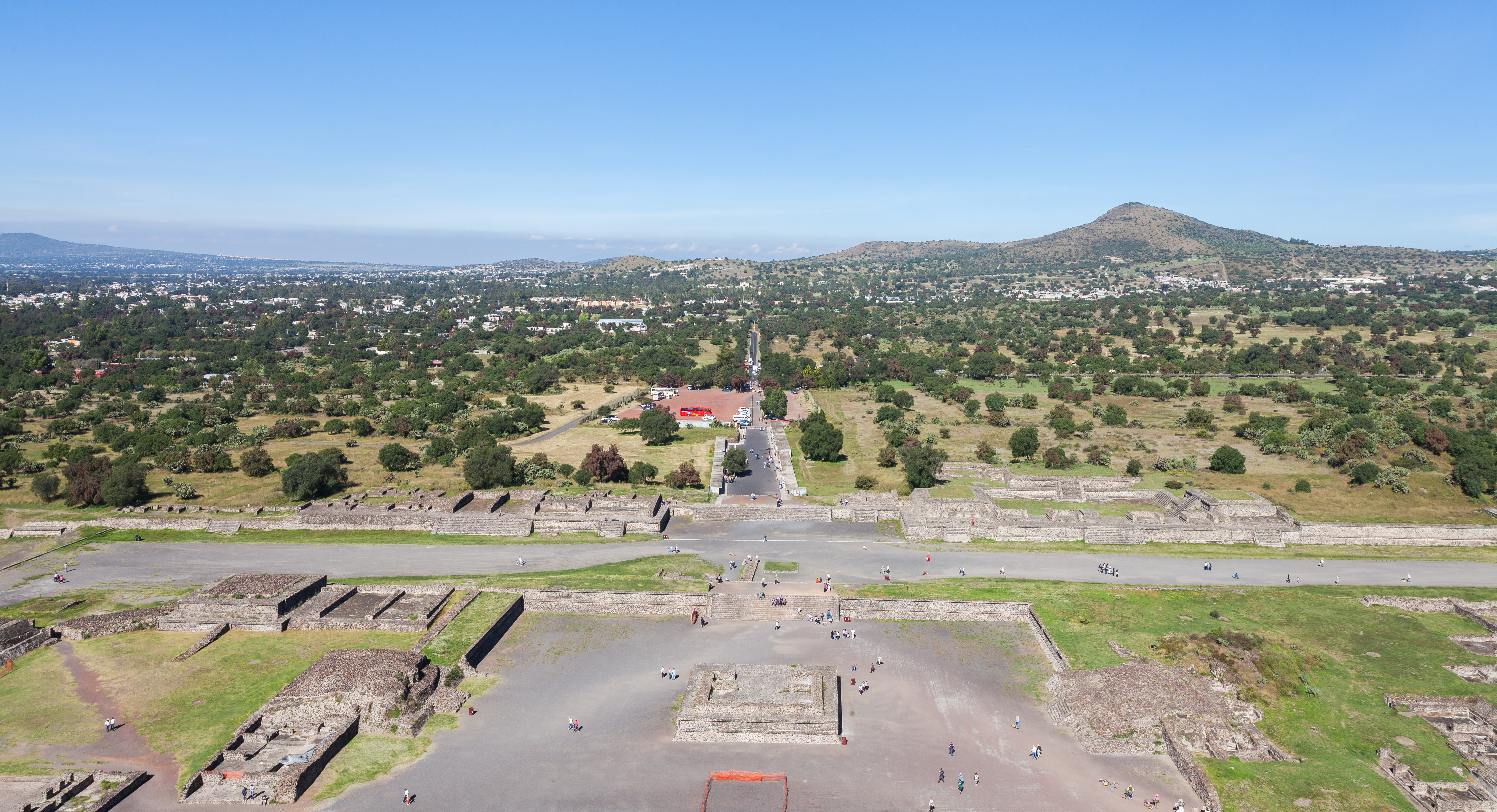
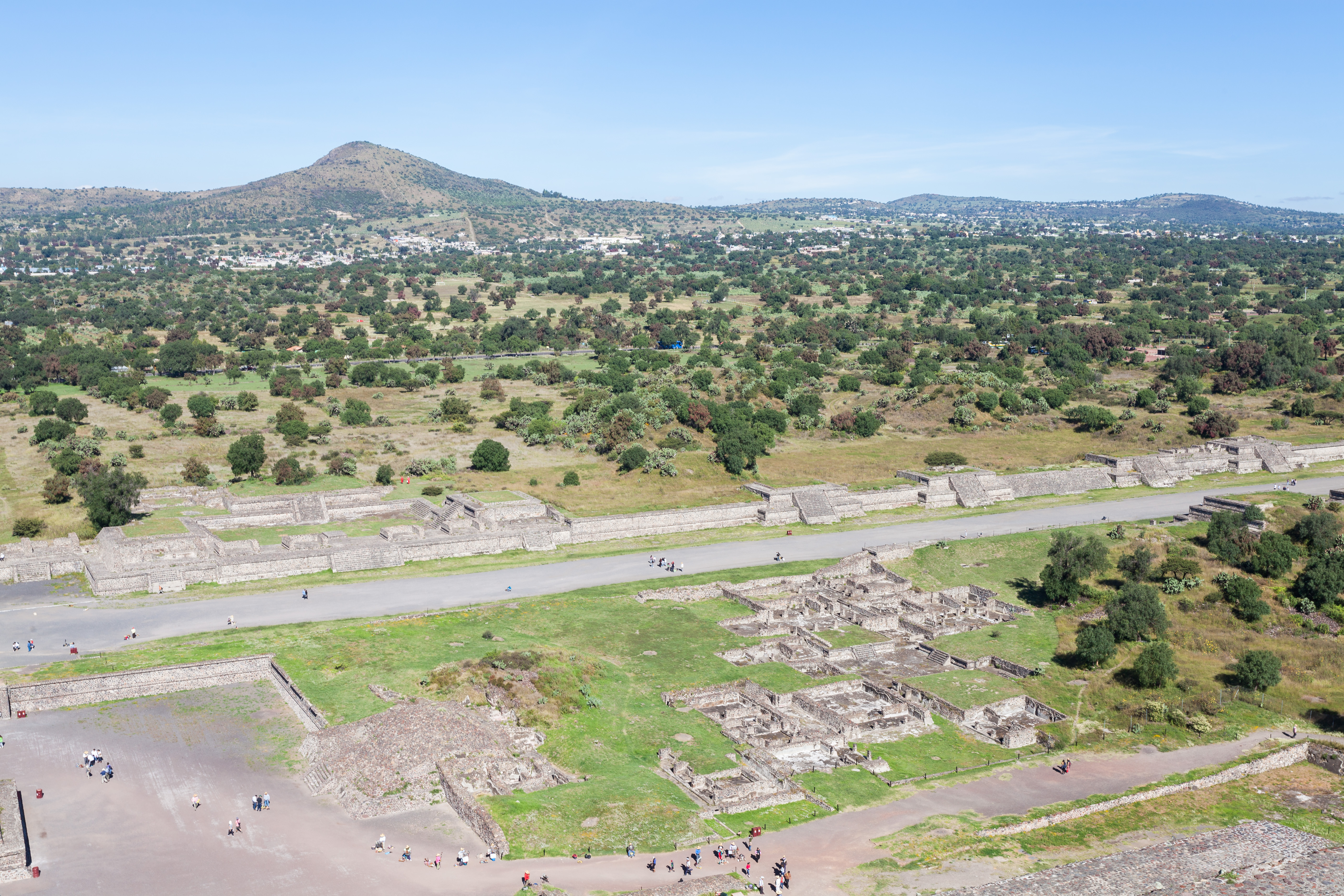
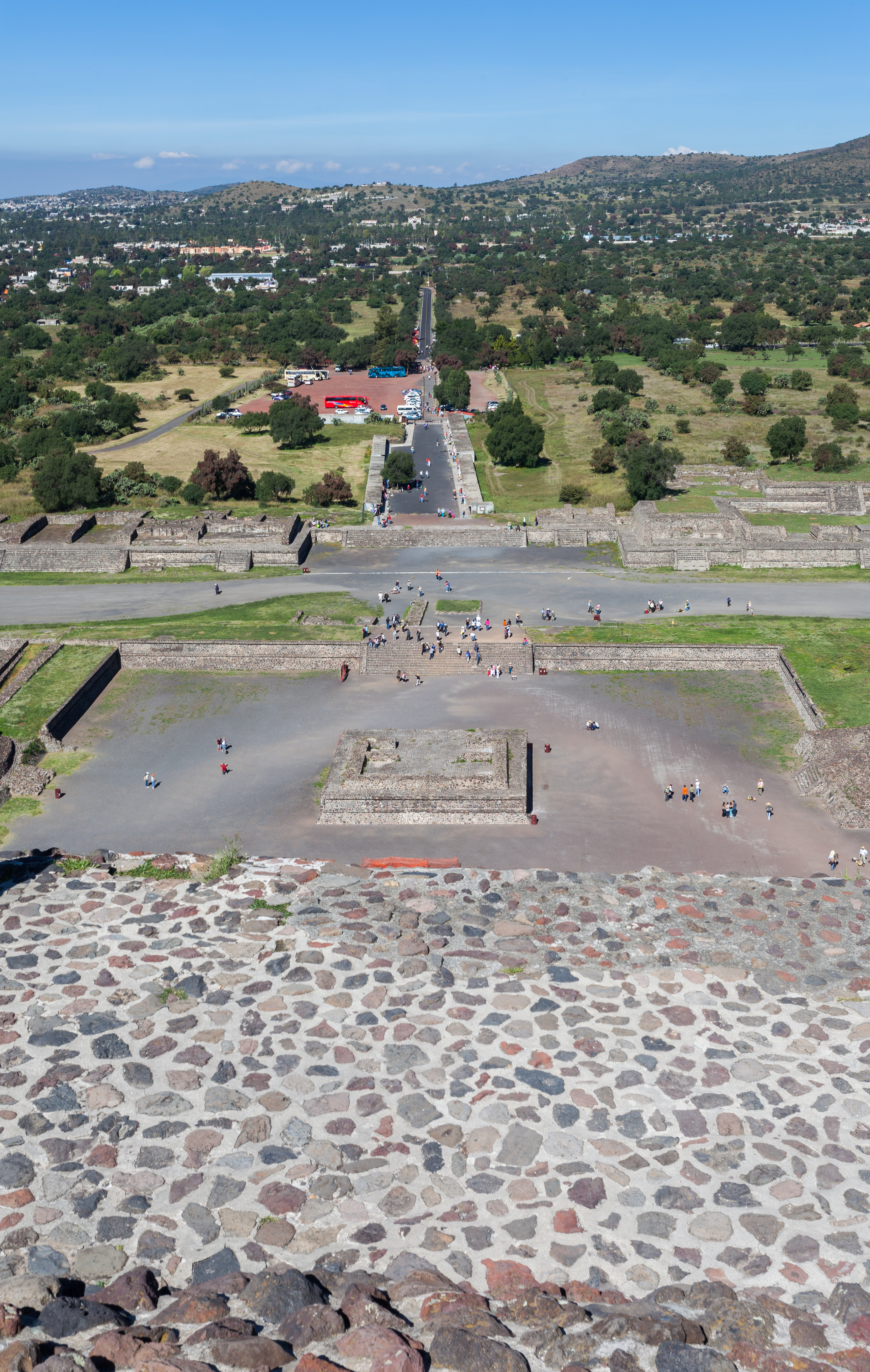
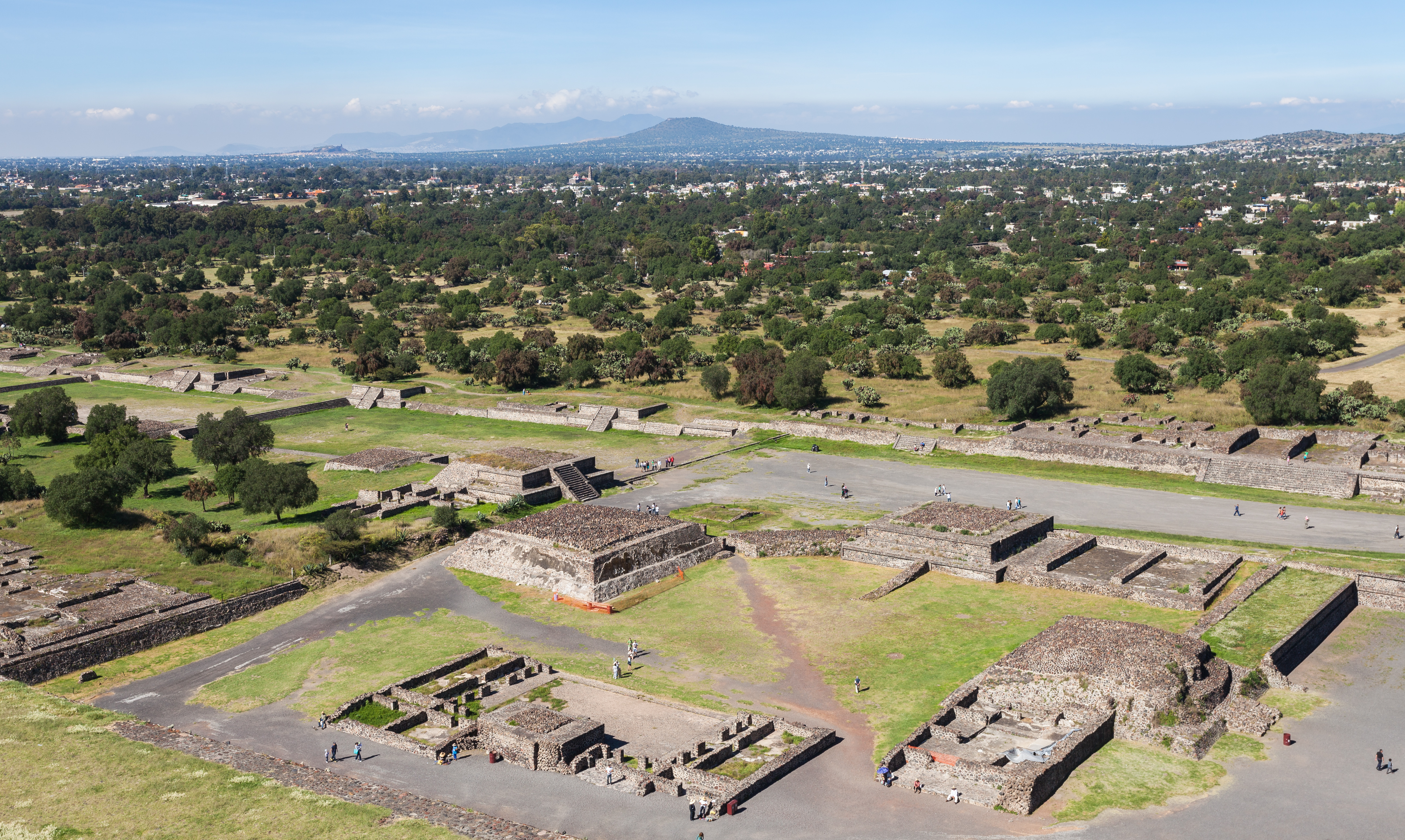
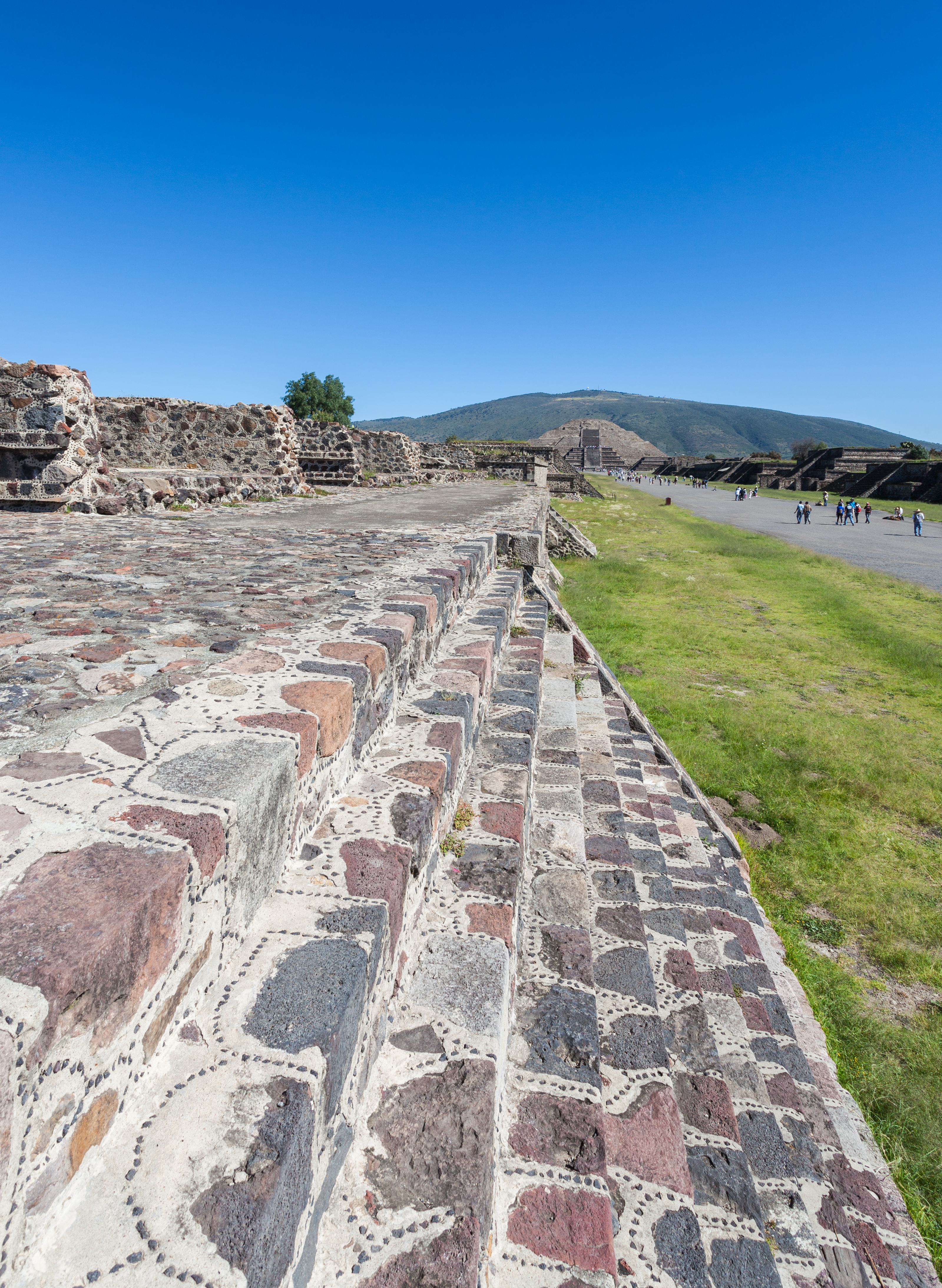
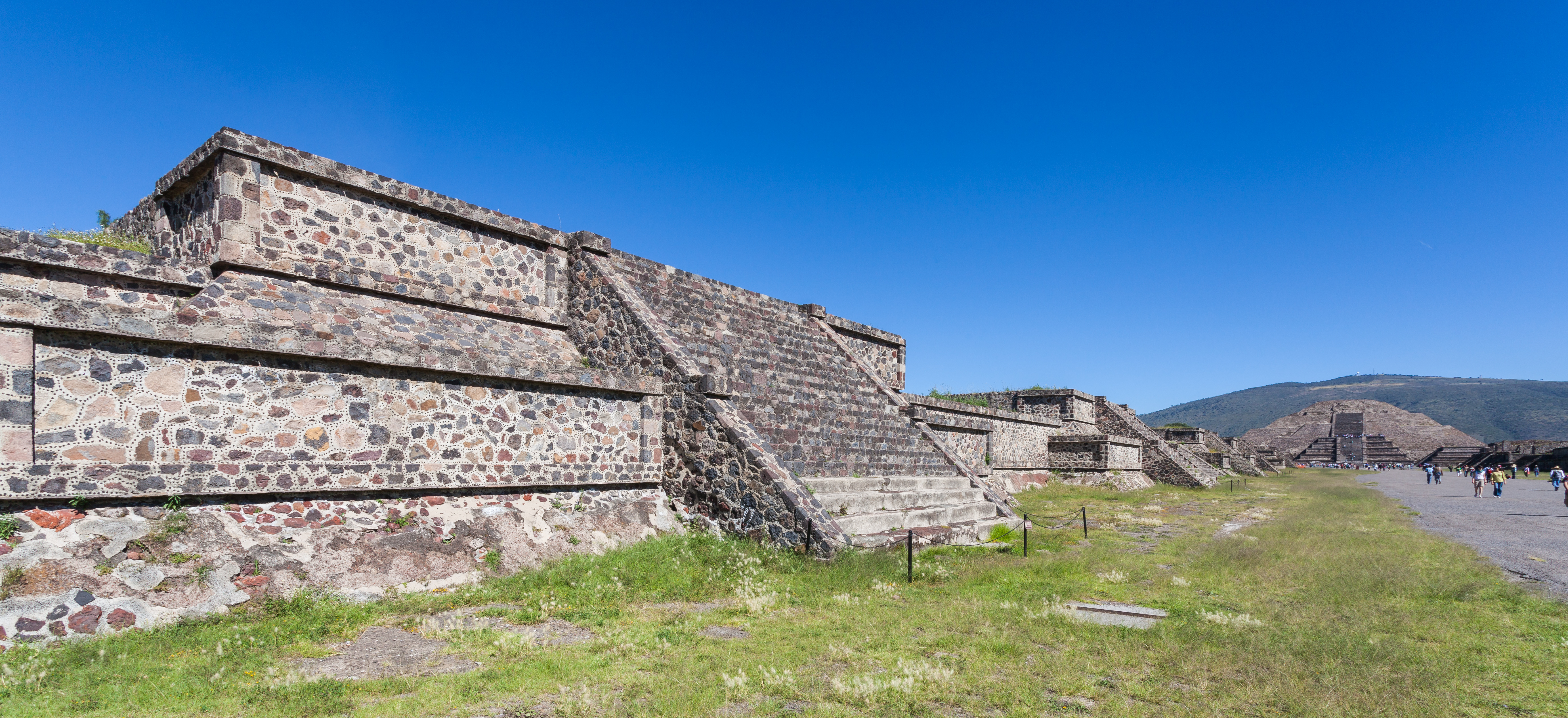
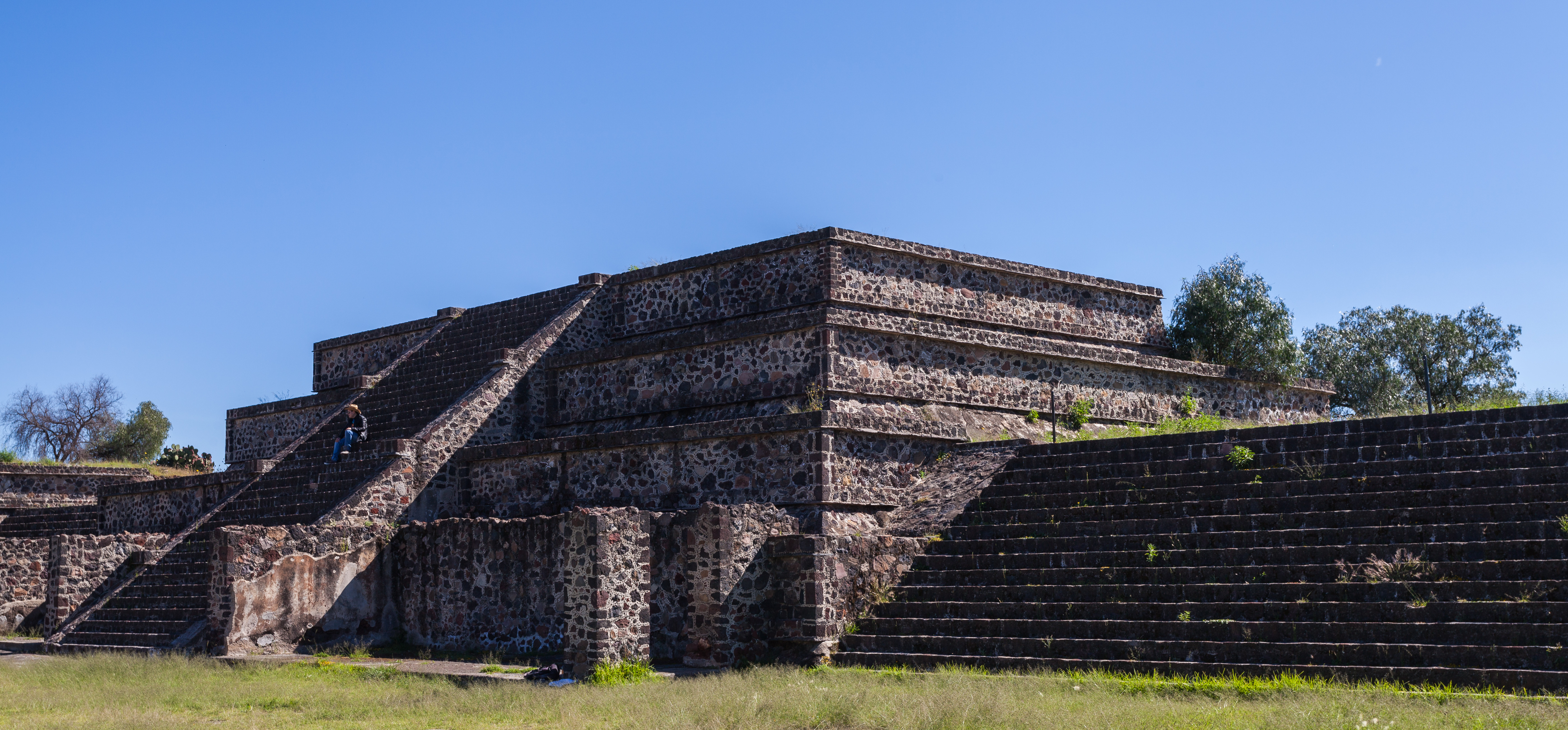
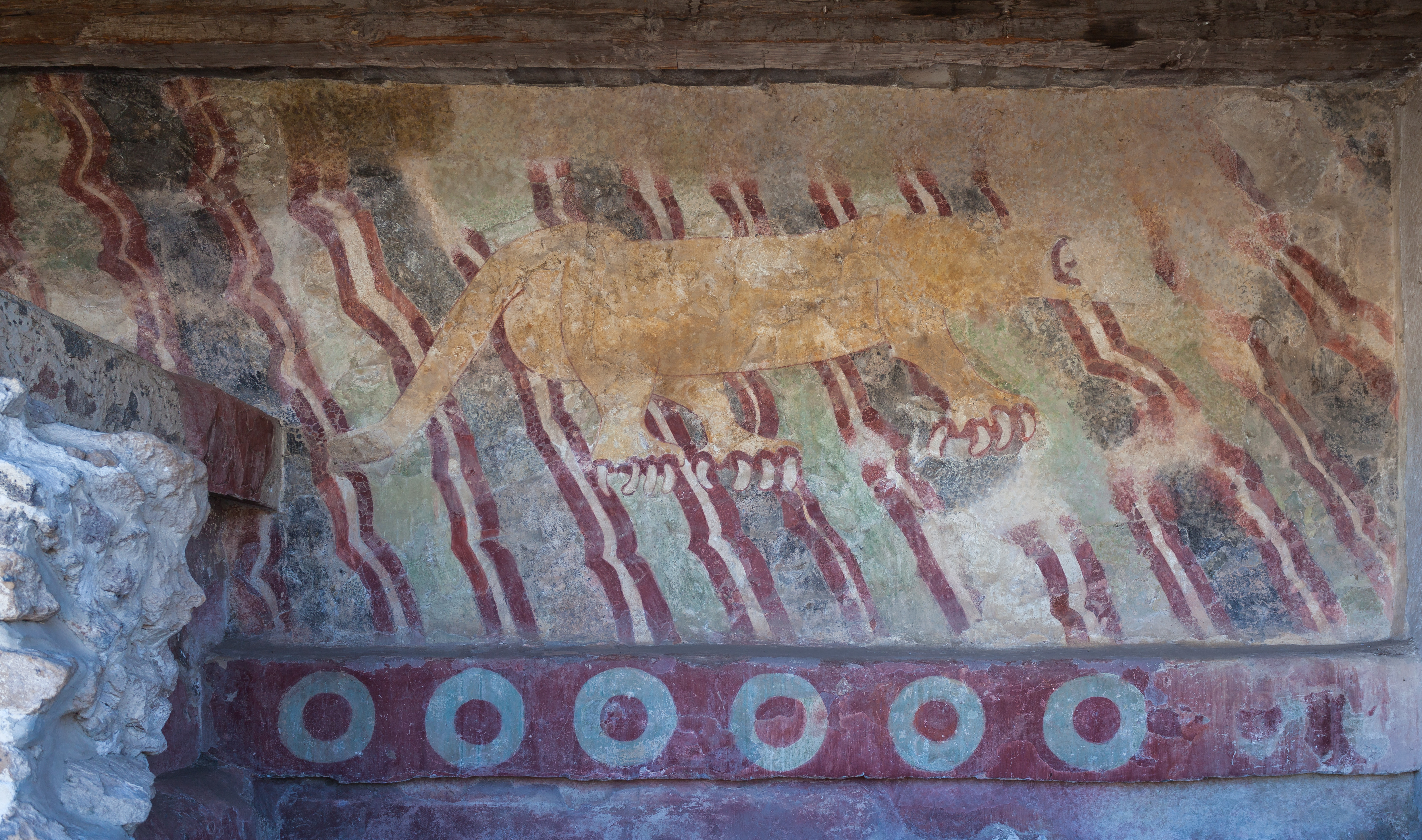
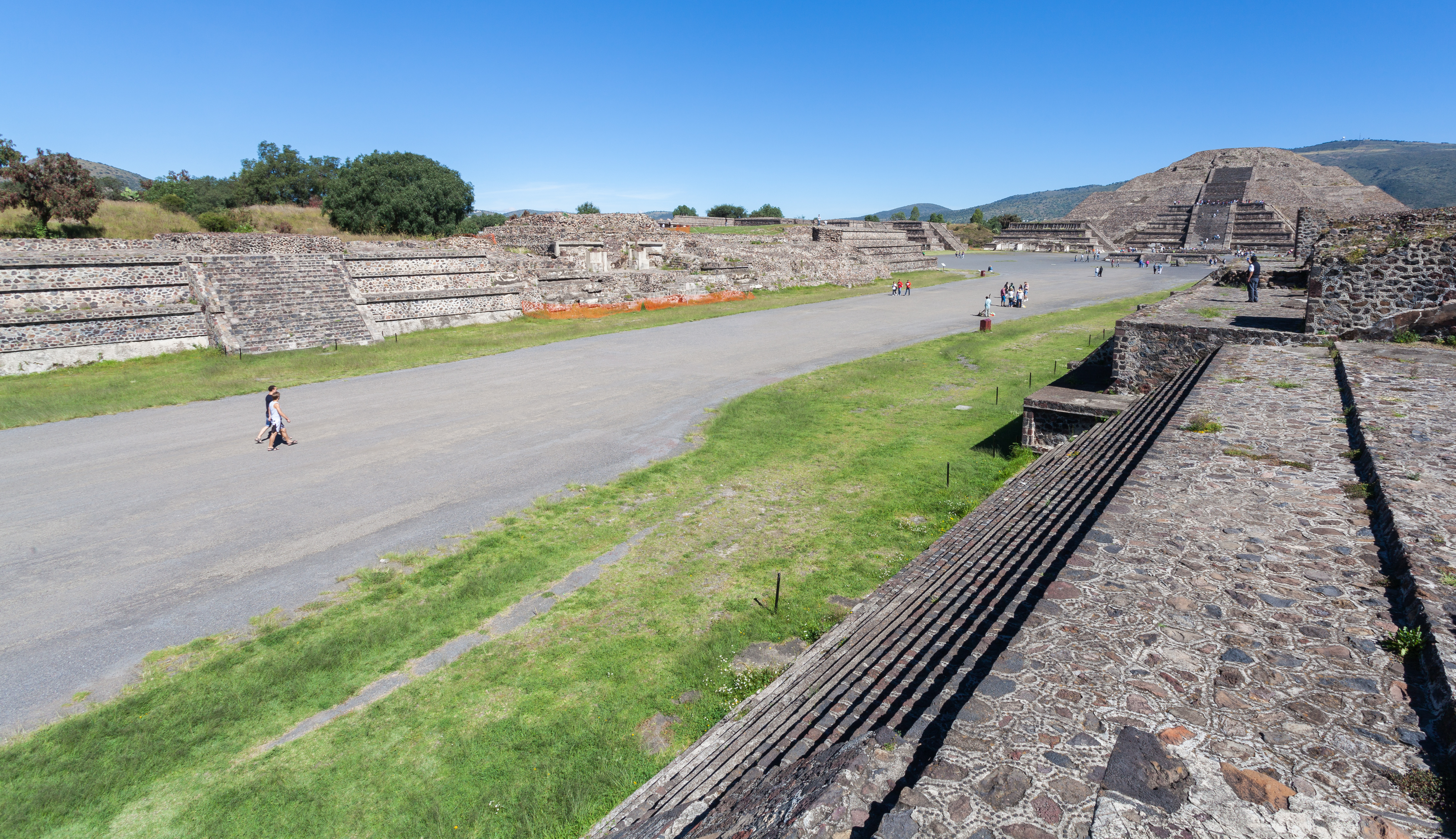
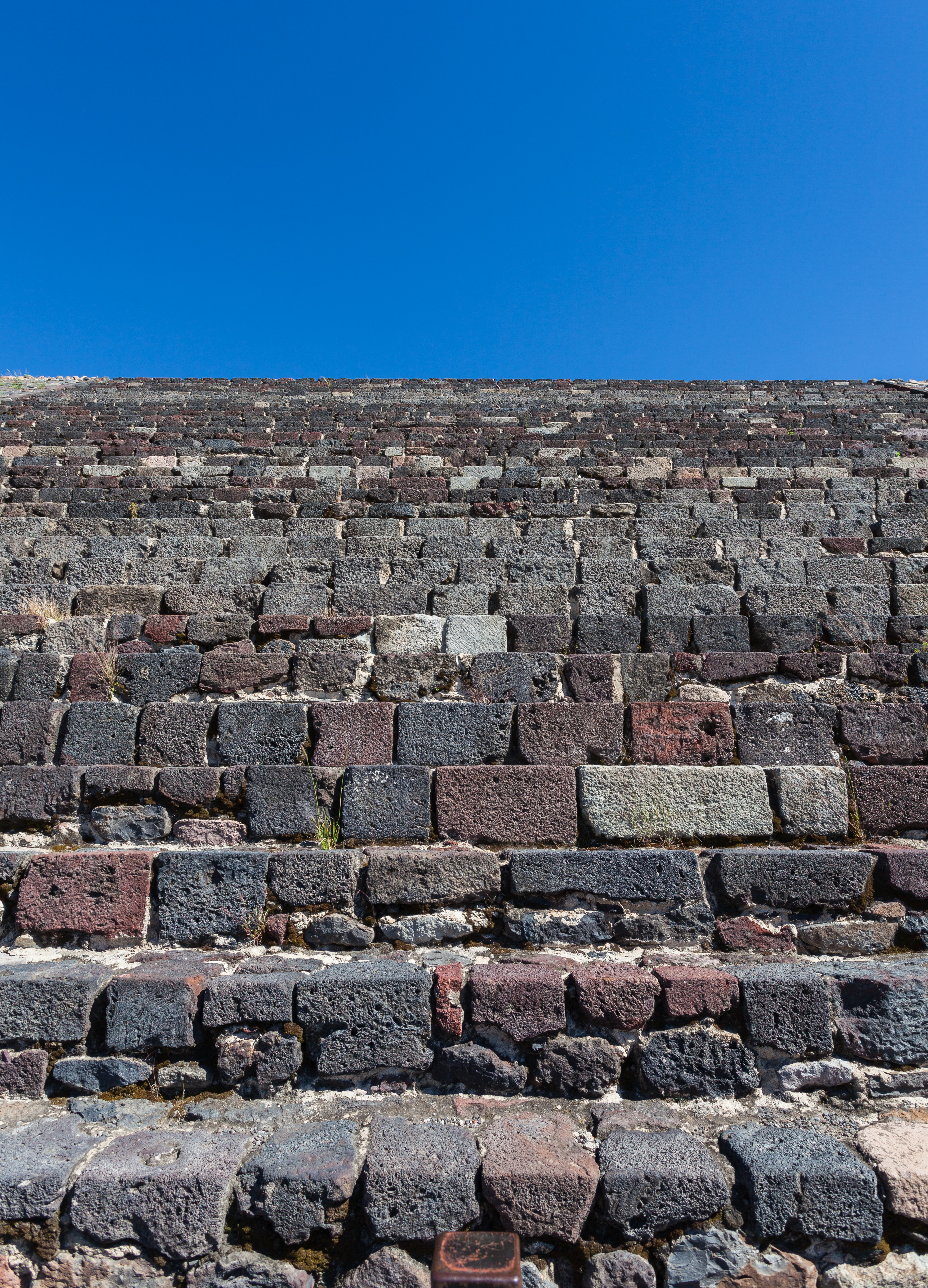
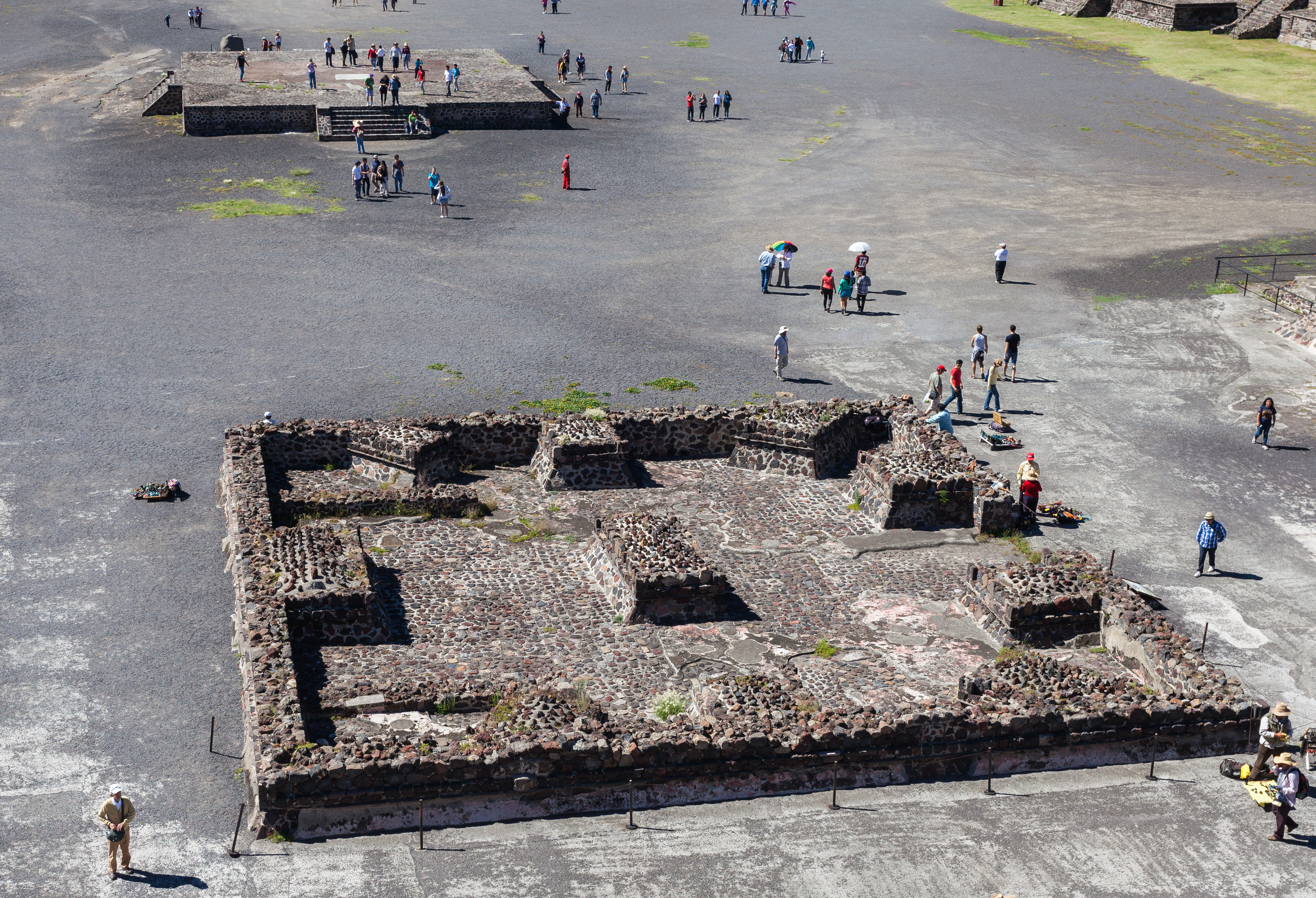
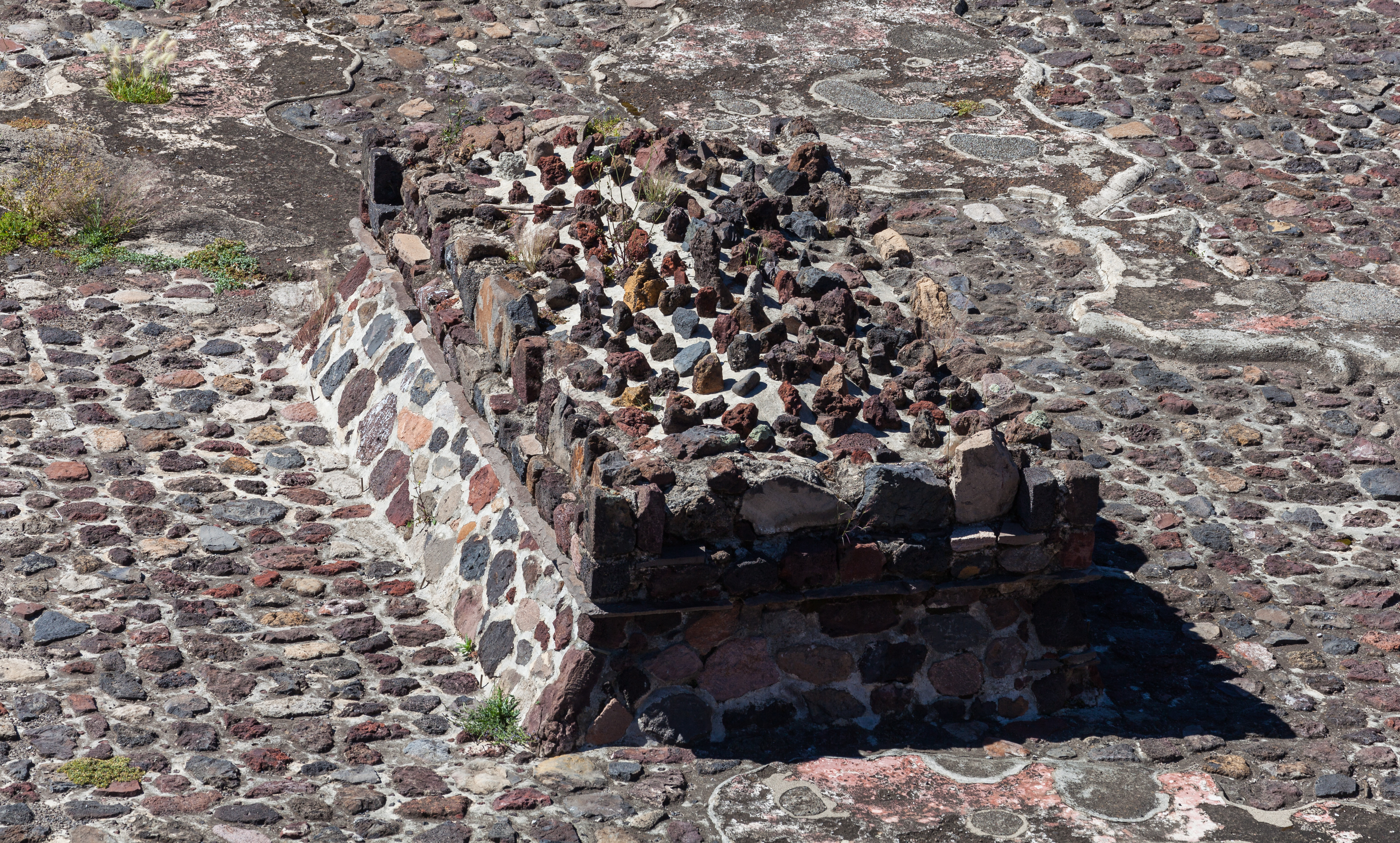
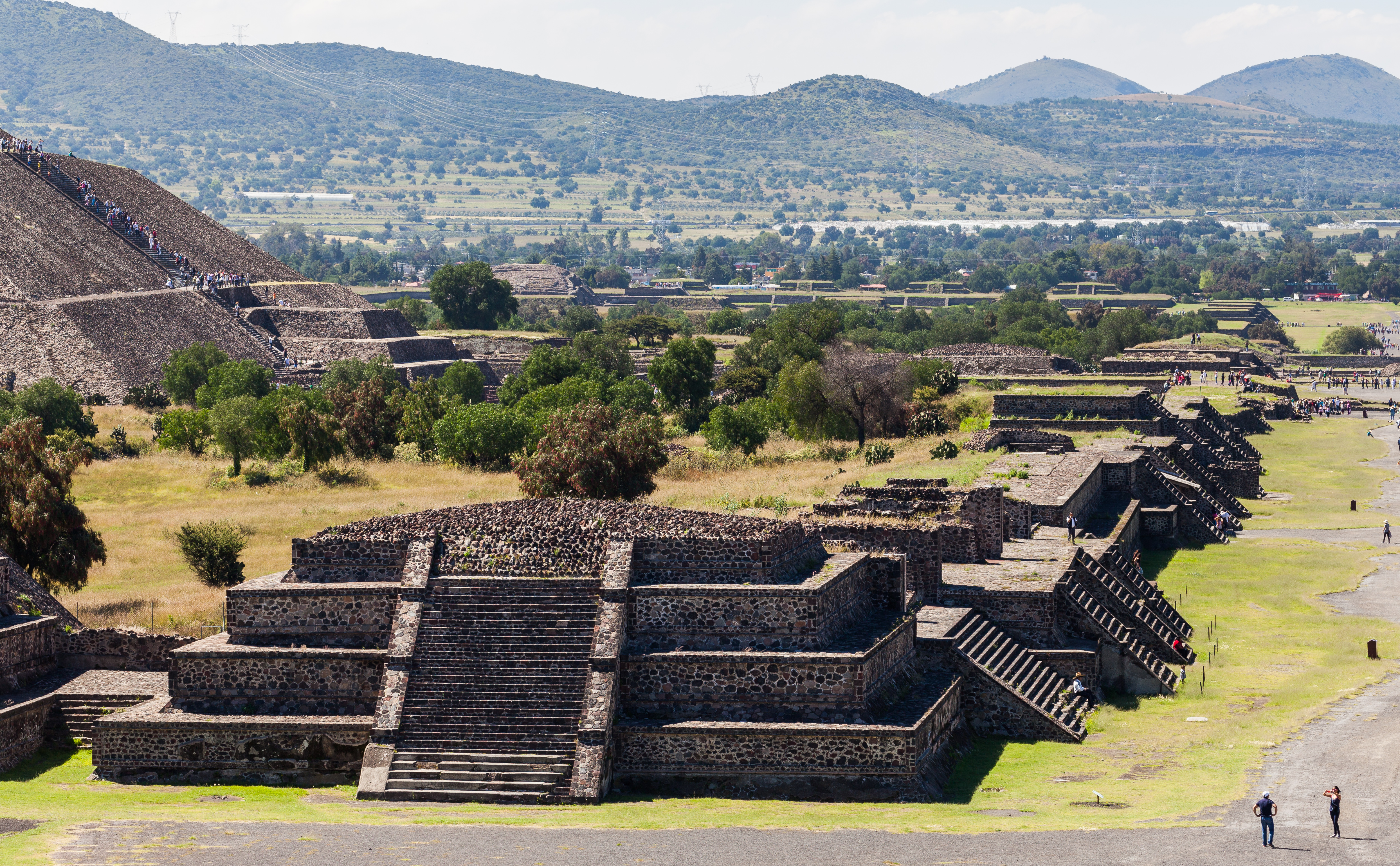
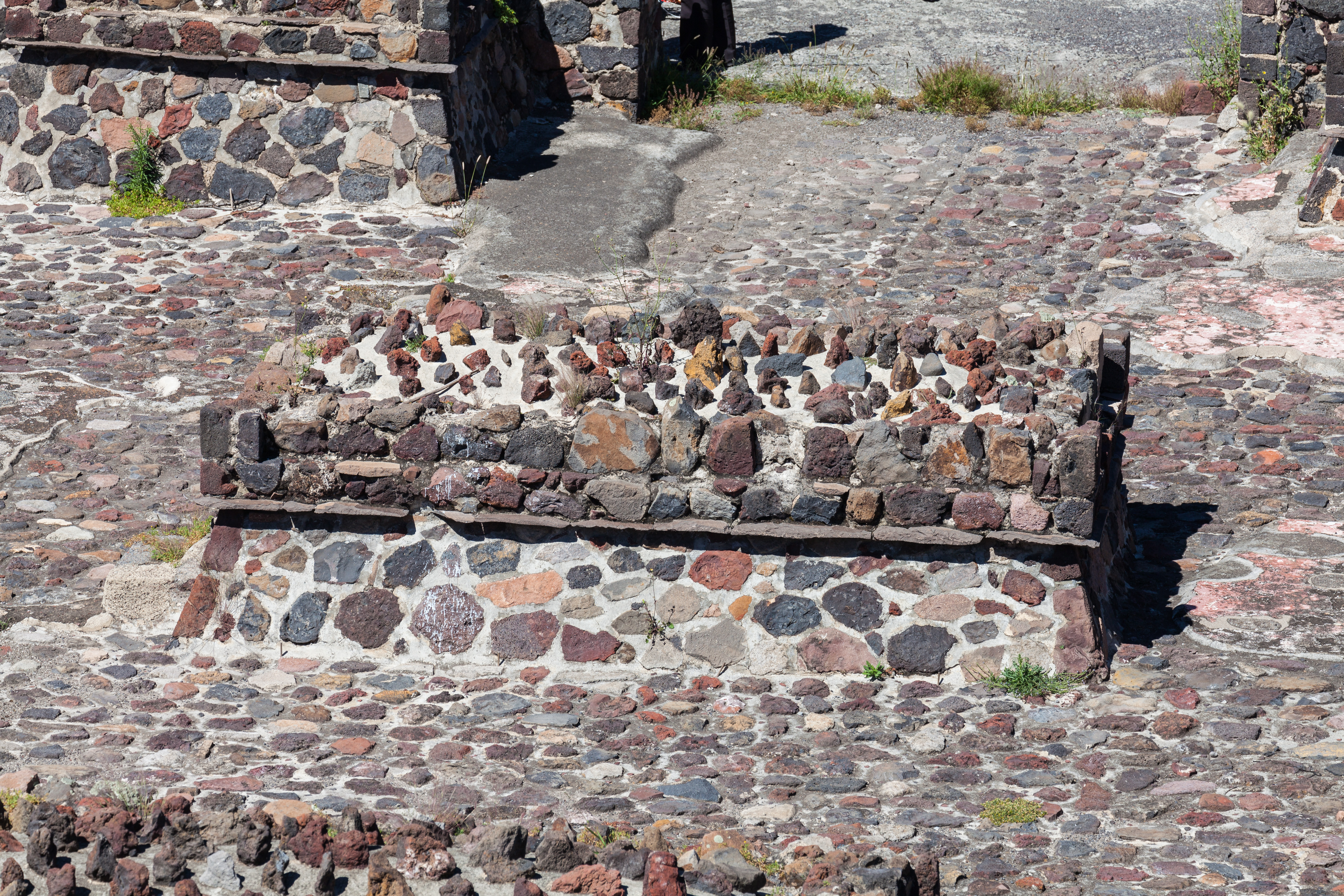
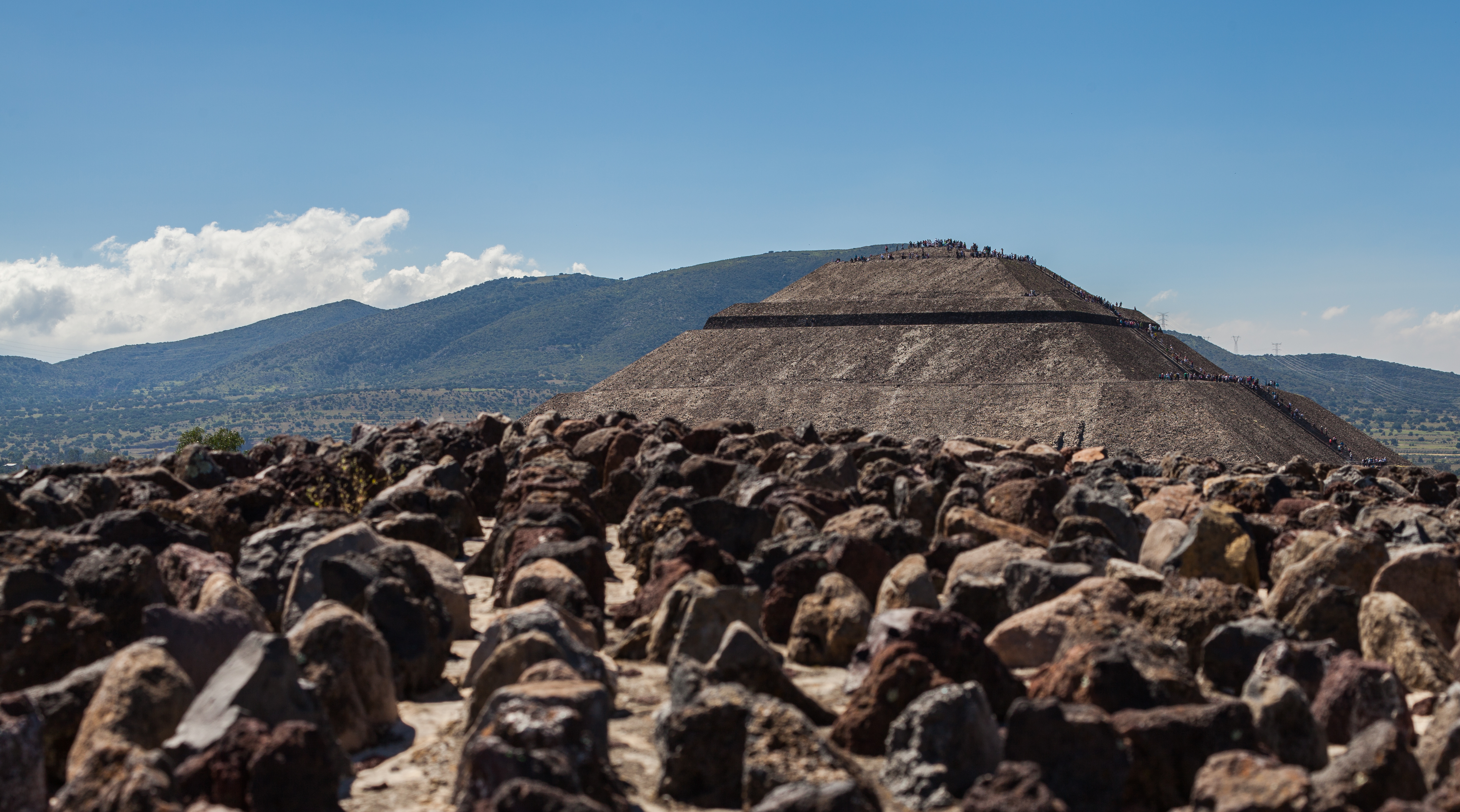
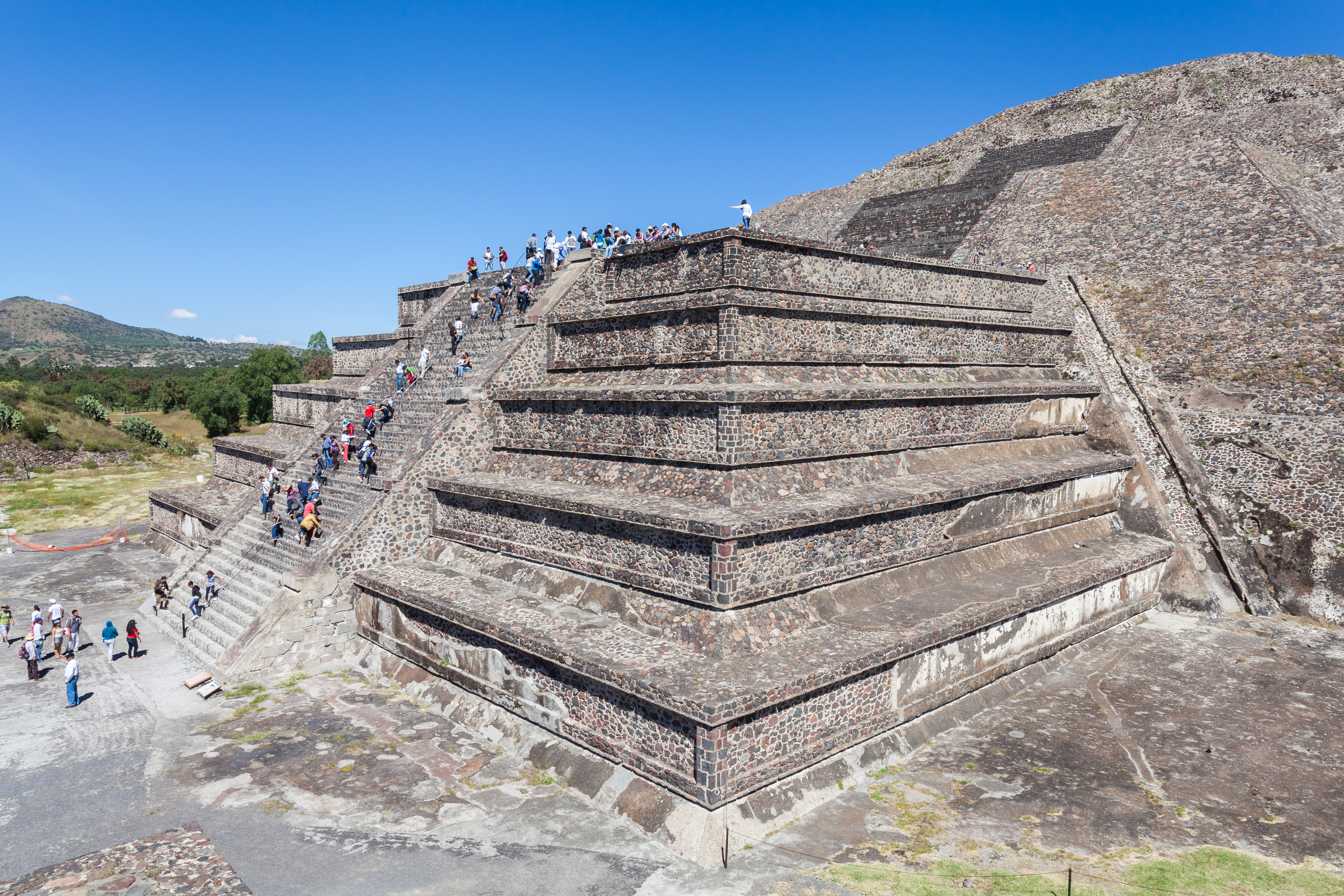
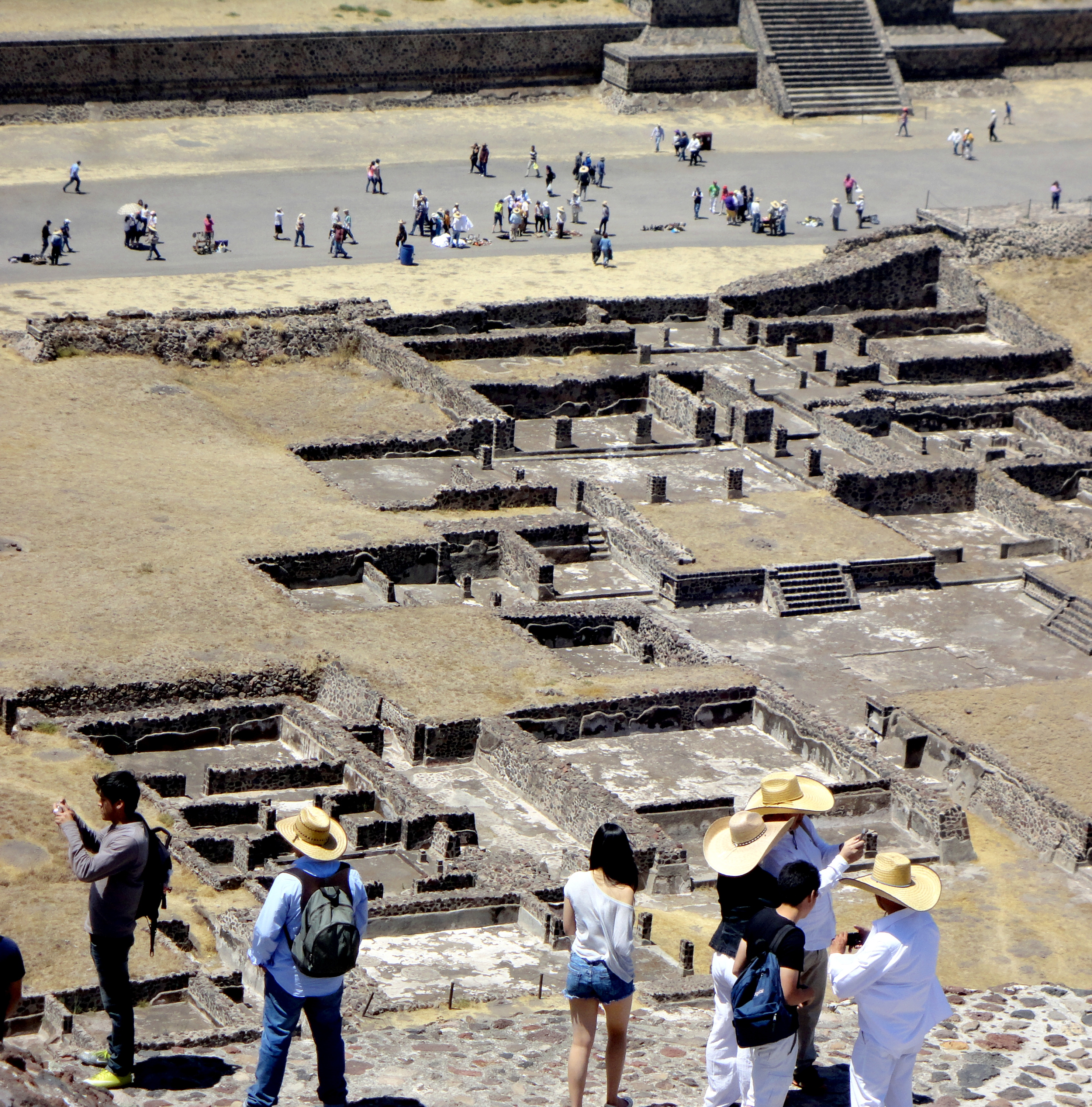
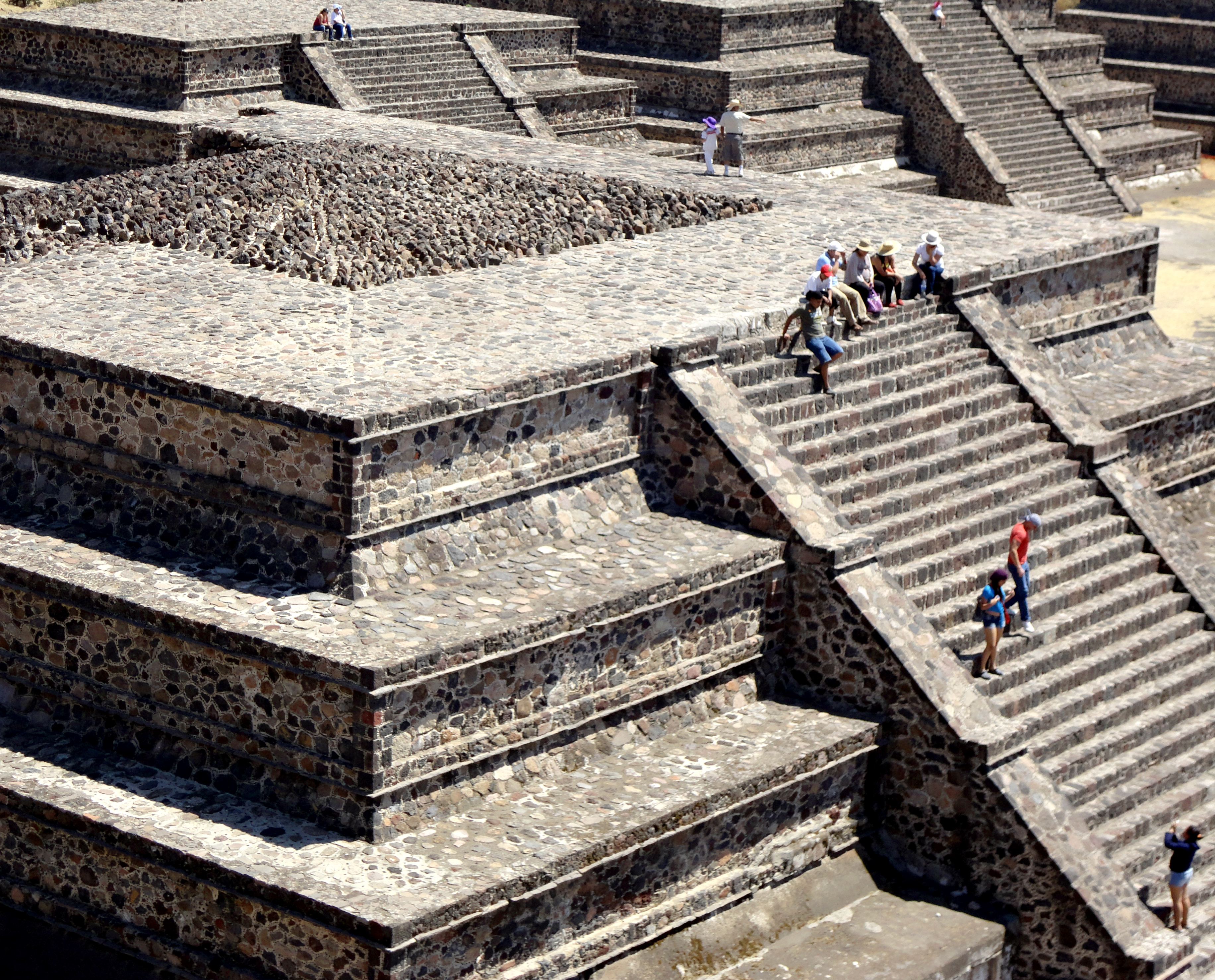